# لیبرالیسم
لیبرالیسم (به انگلیسی: Liberalism) یا لیبرال‌گرایی در معنای لغوی، به معنی آزادی‌خواهی با قوانین خاص است و به آرایهٔ وسیعی از ایده‌ها و نظریه‌های مرتبط دولت گفته می‌شود که آزادی فردی را مهم‌ترین هدف سیاسی می‌داند.
لیبرالیسم مدرن در  عصرِ روشنگری ریشه دارد. به‌طور کلی، لیبرالیسم بر حقوق افراد و برابری فرصت، تأکید جدی دارد. شاخه‌های گوناگون لیبرالیسم، ممکن است سیاست‌های متفاوتی را پیشنهاد کنند ولی همهٔ آنها به صورت عمومی در مورد چند قاعده متحد هستند، از جمله گسترش آزادی اندیشه و آزادی بیان، تحدید قدرت دولت‌ها، نقش بسزای قانون، تبادل آزاد ایده‌ها، اقتصاد بازاری یا اقتصاد مختلط و یک نظام شفاف دولتی. همچنین همهٔ لیبرال‌ها و برخی از هواداران ایدئولوژی‌های سیاسی دیگر، از چند شکل مختلف دولت که به آن لیبرال دموکراسی گفته می‌شود، با انتخابات آزاد و عادلانه و حقوق یکسان همهٔ شهروندان توسط قانون، حمایت می‌کنند.
لیبرالیسم به صورت یک اصطلاح اندیشهٔ سیاسی، معانی زیادی داشته است ولی هرگز از اصل لاتین واژهٔ libber، به معنی آزاد، جدا نبوده است. این اصطلاح دلالت دارد بر دیدگاه یا خط‌مشی‌های کسانی که گرایش اولیه‌شان در سیاست و حکومت کسب یا حفظ میزان معینی آزادی از قید نظارت یا هدایت دولت یا عوامل دیگری است که ممکن است برای ارادهٔ انسانی نامطلوب به‌شمار بیاید.
لیبرالیسم به‌طور سنتی جنبشی بوده است برای تأمین این نظر که مردم به‌طور کلی تابع حکومت خودکامه نیستند، بلکه در زندگی خصوصی‌شان مورد حمایت قانون قرار می‌گیرند و در امور عمومی بتوانند قوهٔ مجریه حکومت را از طریق یک هیئت قانونگذاری که آزادانه انتخاب شده باشند کنترل کنند.
لیبرالیسم در زمینهٔ نظریهٔ ناب متمایل به پیروی از جان لاک فیلسوف انگلیسی بوده است که به وضعیت طبیعی و قانون طبیعت اعتقاد داشت. بر این اساس این نظر تصدیق می‌شد که هیچ‌کس نباید به سلامتی، زندگی و اموال دیگران آسیبی برساند.

## وجه تسمیه
لیبرال (به فرانسوی: Liberal) لغتی فرانسوی است که ریشه در زبان لاتین دارد. در لاتین، لیبر (به لاتین: Liber) در معانی چون «آزاد» و «افسار گریخته» به کار گرفته می‌شد. لیبرال در فرانسوی باستان (حدود سدهٔ ۱۲ م) به معنی «اشرافی» یا «زیبندهٔ آزادان» بود. تا سدهٔ ۱۵ م، مترادف «بی‌بند و بار» و «ولخرج» شده بود که بار منفی داشت. در عصر روشنگری با معانی چون «خالی از تعصب» و «روادار» حامل بار مثبت شد. در سدهٔ نوزده، پیش از اینکه معنای سیاسی به خود بگیرد، لفظی دینی و متضاد اُرتُدُکس به‌شمار می‌رفت.
لیبرال اولین بار به سال ۱۸۱۴ م در معنای سیاسی به کار رفت. در آن عهد، دسته‌ای از اعضای پارلمان اسپانیا که خواهان حاکمیت مشروطه و بازگشت آزادی‌های قبلی بودند را «لیبرال‌ها» (به اسپانیایی: Liberales) خواندند. در فرانسهٔ دههٔ ۱۸۳۰، هر آن کس که مخالف بازگشت رژیم پیشین بود را «یک لیبرال» (به فرانسوی: un libéral) خطاب می‌کردند. بین دهه‌های ۱۸۵۰ و ۱۹۲۰، حزب لیبرال یکی از دو حزب بزرگ بریتانیا بود و در عصر فعلی نیز این نام بر روی احزاب بی‌شماری در سراسر جهان نهاده شده است.

## تعاریف

### اختلاف نظرها

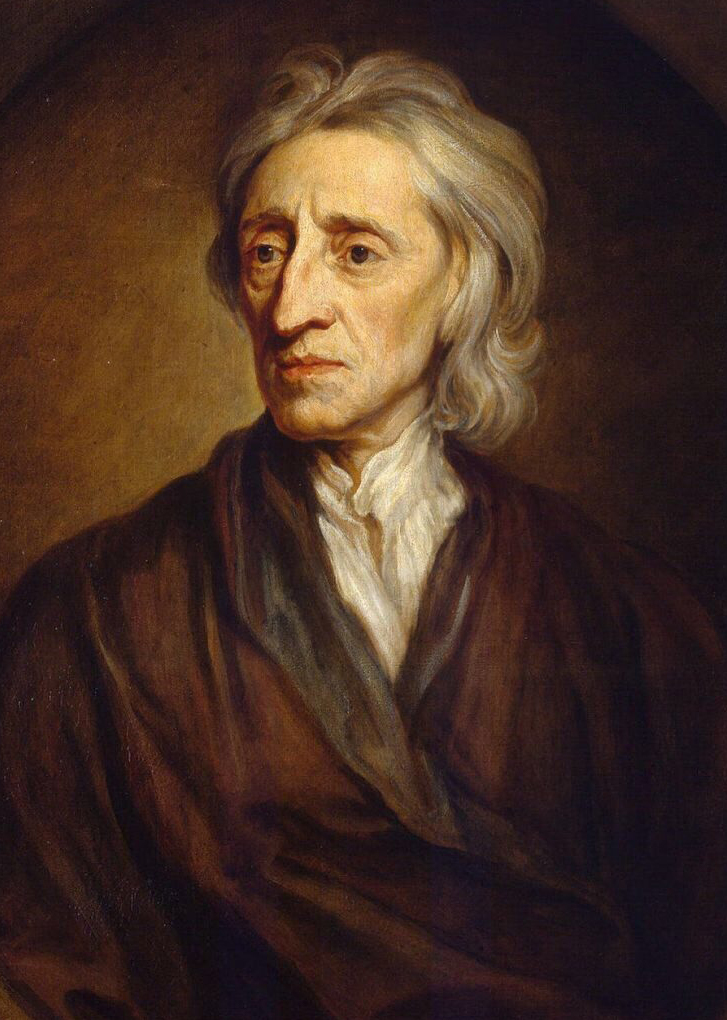
جان لاک، فیلسوف و اقتصاددان انگلیسی

به‌طور کلی، مانند دیگر مکاتب، برداشت یکسانی از لیبرالیسم وجود ندارد. افرادی مانند جان لاک، آدام اسمیت، جان استوارت میل، مونتسکیو همگی لیبرال محسوب می‌شوند اما اینان در مسائلی مثل حدود رواداری، مشروعیت دولت رفاهی و فضیلت‌های دموکراسی با یکدیگر هم‌نظر نیستند. به همین ترتیب، روش‌های مختلفی برای بازگو کردن روند پیدایش لیبرالیسم وجود دارد. به عنوان مثال، فریدریش فون هایک آن را به دو دستهٔ تکاملی و راسیونالیستی تقسیم می‌کند که اولی طی سده‌ها شکل گرفته و در بریتانیای سدهٔ ۱۹ به اوج خود رسیده و دیگری حاصل مبارزهٔ متفکران اروپایی با روحانیان و فئودالیسم است.
در تعریف دیگر، لیبرالیسم ماحصل جنگ‌های مذهبی اروپاست؛ مطابق این تعریف، اولین نظریه‌های سیاسی دارای مشخصه‌های لیبرال، در سدهٔ ۱۷ میلادی توسط متفکران پروتستان اهل نیمهٔ شمالی قارهٔ اروپا شکل داده شد. مکتب فکری اینان را با نام‌های مختلفی مثل قرارداد اجتماعی یا قانون طبیعی مدرن یاد می‌کنند و مهم‌ترین شاخصهٔ نوین آن، تلاش برای تشریح یک نظم مشروع اجتماعی و سیاسی از دیدگاه مینیمالیستی دربارهٔ حقوق افراد در یک وضع طبیعی است. وضع طبیعی حالتی است که در آن افراد مستقل بدون اینکه توسط جامعه محدود یا حمایت شوند، با یکدیگر تعامل می‌کنند. مطابق این تصوّر، دغدغهٔ اصلی افراد مذکور حفظ جان، آزادی و املاکشان در برابر دیگران است. جنبهٔ لیبرالیستی این نظریه، حق طبیعی آزادی است که فقط وظیفهٔ احترام به حقوق برابر دیگران آن را محدود می‌کند. هیچ‌کس تابع دیگری نیست و قوانین باید محدودیت‌ها را به صورت برابری وضع کنند. نیز در این قوانین، آزادی باید فقط به اندازه‌ای محدود شود که امنیت و نظم لازم برای اعضای جامعه جهت انجام مسائل شخصی‌شان را فراهم کند.
قانون طبیعی مدرن در شرایط جنگ‌های مذهبی در اروپا و اوج آن طی جنگ سی‌ساله ‎۱۶۱۸–۴۸ در آلمان، شکل گرفت. در آن عهد، قتل‌عام مسیحیان توسط دیگر مسیحیان، باعث ایجاد فشار بر جناحین درگیر جهت رواداری در برابر یکدیگر شد. تئوریسین‌های قوانین مدرن جزء دستهٔ خواستار تسامح بودند. اینان علی‌رغم رجوع به متون مذهبی مسیحی برای پشتیبانی از نظریاتشان، معتقد بودند که اجرای قوانین طبیعی که با استفاده از خرد خدادادی تدوین کرده‌اند، اجرای خواسته خداست. علاوه بر منازعات مذهبی، توسعهٔ اقتصادی و سیاسی عظیم آن عهد نیز در موفقیت دکترین نوظهور لیبرال اثرگذار بود. در واقع، منافع طبقهٔ تازه‌به‌وجودآمدهٔ کاپیتالیستی که خواستار آزادی اقتصادی بودند، با منافع پادشاهان ممالک اروپایی که طالب رها شدن از نفوذ فئودال‌ها و شهرهای خودمختار بودند، هم‌راستا شد. نتیجتاً، دولت‌های مدرن ظهور کردند. از قرابت‌های دکترین قانون طبیعی جدید و دولت‌های مدرن، آن بود که هر دو هیچ واسطه‌ای میان دولت و اتباعش نمی‌خواستند. به عبارت دیگر، در یک سو دولت بود و در سوی دیگر، افرادی که به‌طور برابر تابع جامعهٔ سیاسی بودند.

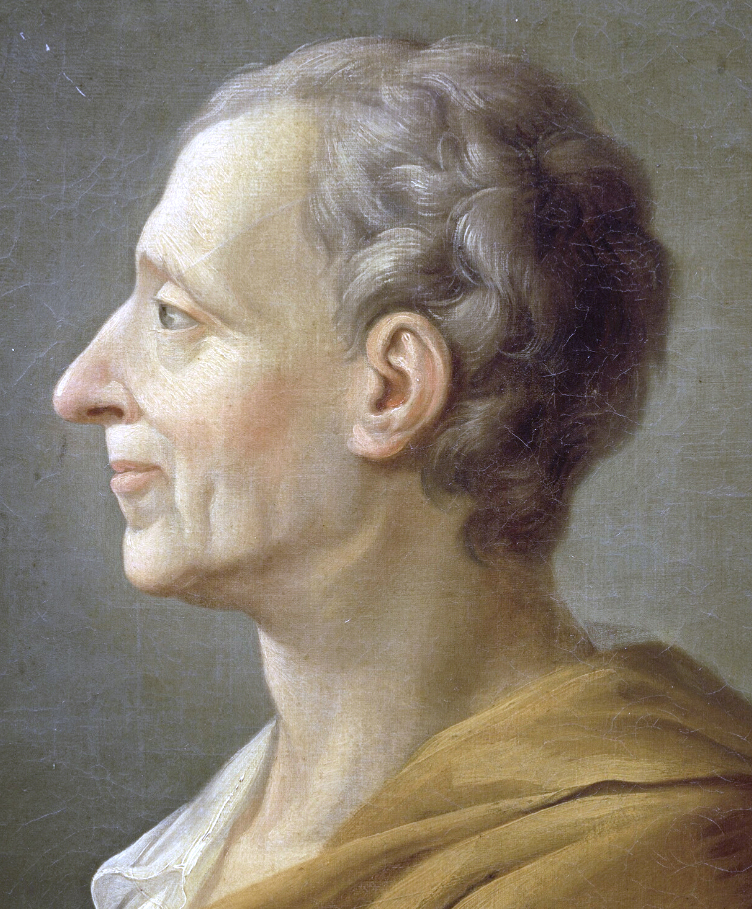
مونتسکیو، فیلسوف سیاسی فرانسوی

لیبرال‌ها در مورد مفاهیم لیبرال نیز توافق نظر ندارند؛ مثلاً، می‌شود گفت «آزادی فردی» مورد توافق همهٔ آن‌هاست اما تعاریف موجود از «آزادی فردی» یکی نیستند و در گذر زمان دچار تغییرات شگرفی شده‌اند؛ در سدهٔ ۱۸ لیبرال‌های کلاسیک به دنبال آزادی منفی بودند اما در قرون بعد نظرات متفاوتی شکل گرفت و در سال‌های اخیر، خوانشی جمهوری‌خواهانه از آزادی (به معنای آزادی از سلطه) مورد توجه برخی از لیبرال‌ها بوده است. اختلاف نظر بزرگ‌تر در مورد دولت است. لیبرال‌های کلاسیک یا لیبرترین‌ها دولت را شر ضروری می‌بینند زیرا تمام اقداماتش نوعی تعرض به آزادی شخصی است. در نظر گروهی دیگر، دولت ابزاری طبیعی است که می‌تواند سرکوبگر باشد اما در عین حال می‌تواند خیر عمومی ایجاد کند که افراد به تنهایی قادر به دستیابی به آن نیستند. برخی لیبرال‌ها انسان را موجودی غیرقابل اعتماد می‌دانند که مشوقه‌های شخصی و علاقه به سلطه بر دیگران محرکه‌های او هستند و نتیجتاً، باید توسط قانون محدود شود اما برخی دیگر این‌ها را ترس‌های بی‌اساس می‌یابند. جیمز مدیسون به خاطر می‌آورد در زمان نوشته‌شدن قانون اساسی ایالات متحده، گروهی اعتقاد داشتند تنها «زنجیرهای استبداد» می‌تواند انسان‌ها را از نابود کردن یکدیگر باز بدارد. دربارهٔ امکان برپایی لیبرالیسم نیز تفاوت نظر دیده می‌شود؛ عده‌های معتقد هستند قانون و نهادهای مناسب جهت اجرای لیبرالیسم کفایت می‌کند اما در نظر گروه دیگر، اگر لیبرالیسم به معنای دولت محدود باشد، نتیجتاً لیبرالیسم توسط سنت‌های فرهنگی محلی — دینی یا سکولار — که خواهان سلطهٔ تمام‌وکمال بر زندگی مردم هستند، رد خواهد شد.

### زمینه‌های اصلی
موضوعات بحث نظریه‌پردازان و فیلسوفان لیبرال، در طول زمان‌های گوناگون، فرهنگ‌های مختلف و قاره‌های متفاوت بسیار با یک دیگر فرق داشته‌اند. تنوع موضوعات و اندیشه‌ها در لیبرالیسم را می‌توان از قیود متعددی که اندیشمندان و جنبش‌های لیبرال به خود واژهٔ لیبرالیسم اضافه کرده‌اند، دریافت؛ قیودی همچون: کلاسیک، تساوی‌گرا، اقتصادی، اجتماعی، دولت رفاهی، اخلاقی، انسان‌گرا، اخلاق‌گرا، کمال‌طلب، دموکرات و نهادگرا که همین تعداد یاد شده نیز تنها تعداد کمی از موارد موجود می‌باشند. علی‌رغم این طیف گسترده و تفاوت‌ها، اندیشهٔ لیبرال در مفاهیم بنیادی خویش تمایز و تفاوت بسیار کمی دارد و مکاتب مختلف بر این جنبه‌ها اتفاق نظر دارند: باور به برابری و آزادی فردی، پشتیبانی از مالکیت خصوصی و حقوق افراد، حمایت از دولت مشروطه محدود، پذیرفتن اهمیت ارزش‌های مرتبط مثل تکثرگرایی، مدارا، خودمختاری، تمامیت جسمانی و رضایت. فیلسوف لیبرال جان گری، بنیادهای مشترک در اندیشهٔ لیبرال را فردگرایی، مساوات‌خواهی (برابری فرصت)، بهبودباوری و جهان‌گرایی برمی‌شمارد. عنصر فردگرا بر برتری اخلاقی بشر در برابر فشار جمع‌گرایی اجتماع تأکید دارد، عنصر مساوات‌خواه همین برتری را برای همه افراد قائل است، عنصر بهبودباور معتقد به بهبود نظم اجتماعی سیاسی در طی نسل‌های پیاپی است و عنصر جهان‌گرا نیز مربوط به وحدت اخلاقی انسان‌هاست و تفاوت‌های کوچک فرهنگی را ناچیز می‌شمارد. عنصر بهبودباور موضوع مناقشات بسیار بوده؛ متفکرانی مثل ایمانوئل کانت که به پیشرفت انسان معتقد بودند از آن دفاع کردند و کسانی مثل ژان-ژاک روسو که باور داشتند تلاش برای بهبود انسان‌ها از طریق همکاری اجتماعی محکوم به شکست است، بدان تاخته‌اند.

### کلاسیک و مدرن
با در نظر گرفتن اختلافات موجود، لیبرالیسم معمولاً به دو دسته عمده تقسیم می‌شود: کلاسیک و مدرن. لیبرالیسم کلاسیک اهداف محدودی دارد و به‌طور کلی مکتبی سیاسی است. لیبرالیسم مدرن نامحدود است و اهدافش عمومی. گفته شده که لیبرالیسم مدرن، تهدیدی برای نوع کلاسیک آن محسوب می‌شود.
تمرکز لیبرالیسم کلاسیک بر دولت محدود، حفظ حاکمیت قانون، پرهیز از قدرت استبدادی، مسئولیت افراد برای سرنوشت خود و حفاظت از مالکیت شخصی و قراردادهاست. لیبرالیسم کلاسیک لزوماً یک مکتب دموکراتیک نیست؛ زیرا قطعیتی وجود ندارد که حکومت یا منافع اکثریت با حکومت قانون، حق مالکیت و آزادی‌های مدنی هم‌راستا باشد. اینان همچنین با دولت رفاهی نیز منازعه دارند زیرا اعتقاد دارند هر فرد باید به دنبال رفاه خود باشد.
توماس هابز تلاش داشت که هدف و توجیه قدرت دولت را بعد از جنگ داخلی انگلستان تشریح کند. وی برای این کار از ایدهٔ حقوق طبیعی استفاده کرد و با توسل به مفهوم قرارداد اجتماعی نتیجه گرفت که نظام پادشاهی نظام ایده‌آل و تنها نظام مطلوب برای جامعه است. جان لاک وقتی که نظریه هابز از قرارداد اجتماعی و حقوق طبیعی را بر می‌گرفت، بحث کرد که وقتی پادشاه یک فرد ظالم و مستبد می‌شود، خود موجب نقض قرارداد اجتماعی شده که باعث به مخاطره افتادن زندگی، آزادی و مالکیت شهروندان به عنوان حق طبیعی ایشان می‌شود. وی نتیجه می‌گیرد که مردم حق دارند که علیه فرد مستبد و ظالم قیام کرده و او را به زیر کشند. لاک با قراردادن زندگی، آزادی و مالکیت به عنوان ارزش‌های اساسی و مافوق قانون و قدرت حکومت، لیبرالیسم را بر پایهٔ نظریهٔ قرارداد اجتماعی تعریف می‌کند. در نظر اولین اندیشمندان دورهٔ روشنگری، پاسداشت حقوق اساسی زندگی –مهم‌ترین در بین آنان آزادی و مالکیت خصوصی- نیازمند شکل‌دهی حاکمیتی است که بتواند نظام قضایی فراگیری داشته باشد. لیبرال‌ها بحث می‌کنند که انسان‌ها در ذات خود از غرایز خود پی روی کرده و به دنبال پیگیری منافع خویش هستند و تنها راه جلوگیری از این طبیعت خطرناک و رهایی از آن این است که قدرتی مشترک در بین افراد و مافوق تمام ایشان را شکل داد که قادر باشد به شیوه‌ای اجباری و با ضمانت اجرایی میان این کشمکش‌ها و برخورد منافع و غرایز مردم داوری کند. این قدرت می‌تواند در چهارچوب یک جامعه مدنی شکل گیرد که به افراد اجازه می‌دهد داوطلبانه به انعقاد قرارداد اجتماعی با قدرت حاکم دست زده، سرنوشت خود را تعیین کرده و حقوق طبیعی خویش به دولتی که خود انتخاب کرده‌اند منتقل کنند تا بتواند از زندگی، آزادی و مالکیت ایشان محافظت کند. این لیبرال‌های مقدم اغلب دربارهٔ مطلوب و مناسب‌ترین شکل حکومت با یکدیگر موافق و هم رأی نیستند اما همگی در این عقیده با هم مشترک اند که آزادی یک حق طبیعی است و هر گونه محدود کردن آن نیاز به یک توجیه قوی دارد. لیبرال‌ها عموماً به دولت محدود معتقدند، گرچه بعضی از فلاسفهٔ لیبرال آشکارا کلیت دولت را مورد تقبیح قرار می‌دهند، کما این که توماس پین در این زمینه می‌نویسد: دولت حتی در بهترین وضعیت خویش یک شر لازم است.
به عنوان بخشی از پروژهٔ محدود کردن قدرت دولت، نظریه پردازان متعدد لیبرال همچون جیمز مدیسون و بارون دو مونتسکیو از ایدهٔ تفکیک قوا دفاع می‌کنند، نظامی که طراحی شده تا قدرت‌های حکومت را به‌طور مساوی در بخش‌های اجرایی، قانون‌گذاری و قضایی توزیع کند. دولت‌ها باید بفهمند که لیبرال‌ها از این ایده دفای می‌کنند که شهروندان حق دارند به تمام طریقه‌های ممکن، حتی خشونت و انقلاب اگر نیاز شد، علیه دولت نا مطلوب، از نظر خودشان، قیام کرده و آن را به زیر کشند. لیبرال‌های معاصر به شدت تحت تأثیر لیبرالیسم اجتماعی بوده و هنوز شدیداً از دولت محدود مبتنی بر قانون اساسی حمایت می‌کنند، در حالی که از طرف دیگر مدافع خدمات دولت و محلی برای تضمین حقوق برابر افراد هستند. لیبرال‌های مدرن ادعا می‌کنند که تضمین‌های رسمی و تشریفاتی برای حقوق افراد، وقتی که ایشان توان استفاده از آن‌ها را نداشته باشند، بی‌معنی است و بنابراین قائل به نقش بیشتر دولت در زمینهٔ ادارهٔ امور اقتصادی می‌باشند.
لیبرال‌های مقدم هم چنین زمینهٔ جدایی کلیسا از دولت و دین از سیاست را نیز فراهم آوردند. لیبرال‌ها هم چون پیشگامان خویش در دوران روشنگری معتقدند که هر گونه نظم اجتماعی و سیاسی ناشی از رفتارها و اعمال انسانی است نه ناشی از یک ارادهٔ الهی. بسیاری از لیبرال‌ها آشکارا با عقاید دینی و مذهبی دشمنی می‌ورزیدند، اما بیشتر مخالفت ایشان با دخالت دین در امور سیاسی حول این بحث بود که ایمان به خودی خود می‌تواند کامیابی را برای افراد به ارمغان آورد و نیازی به حمایت یا اداره توسط دولت ندارد.
فرای تبیین نقشی مشخص برای دولت در یک جامعهٔ مدرن، لیبرال‌ها تأکید شدیدی بر معنا و طبیعت مهم‌ترین اصل در فلسفهٔ لیبرال دارند: آزادی. از سده هفدهم تا سده نوزدهم، لیبرال‌ها از آدام اسمیت گرفته تا جان استورات میل آزادی را به معنای فقدان دخالت دولت یا هر فرد دیگری در نظر می‌گیرند و ادعا می‌کنند هر شخص باید این آزادی را داشته باشد که بتواند ظرفیت‌ها و توانایی‌های منحصربه‌فرد خویش را بدون این که مورد تعرض دیگران قرار بگیرد، پرورش و توسعه دهد. کتاب درباره آزادی میل (۱۸۵۹)، یکی از متون کلاسیک در زمینهٔ فلسفهٔ لیبرال، مقرر می‌دارد که: تنها آزادی که شایستهٔ این نام است این است که منافع و خواست‌های خویش را به شیوهٔ دلخواه و منحصربه‌فردمان پیگیری کنیم. حمایت از سرمایه‌داری بازار آزاد نیز همیشه با این آزادی همراه بوده است. فردریش هایک در کتاب خود، راه بردگی (۱۹۴۴) بحث می‌کند که اتکا به بازار آزاد از تمامیت‌خواهی دولت جلوگیری می‌کند.
به هر رو در اوایل سده نوزدهم مفهوم جدیدی از آزادی به عرصهٔ فکری لیبرال وارد شد. این گونهٔ جدید از آزادی با نام آزادی مثبت شناخته می‌شود که برای تمایز از آزادی که پیش از آن وجود داشت و آزادی منفی خوانده می‌شد، به وجود آمد. این آزادی اولین بار توسط فیلسوف بریتانیایی، توماس هیل گرین شرح و بسط داده شد. گرین این نظریه که انسان‌ها فقط توسط منافع خویش به انجام کارها دست می‌زنند را رد کرد و به جای آن بر پیچیدگی شرایط که در تکامل شخصیت اخلاقی ما نقش دارند، تأکید کرد. در اولین قدم‌هایی که وی برای آیندهٔ لیبرالیسم مدرن برداشت، مطرح کرد که نهادهای سیاسی و اجتماعی باید به تقویت هویت و آزادی‌های فردی بپردازند. گرین برای توضیح این آزادی و این که نشان دهد آزادی به معنای آزاد بودن در انجام هر کاری است نه اجتناب از رنجش حاصل از اعمال دیگران نوشت:

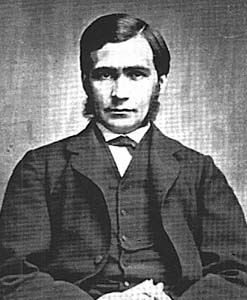
تامس هیل گرین یکی از تأثیرگذارترین اندیشمندان لیبرال

اگر هیچ وقت منطقی بود که برای کارکرد مطلوب جهان ساختاری جز این آرزو کرد… احتمالاً باید این آرزو را کرد که آزادی این گونه معنی شود که هر کس قدرت هر کاری را که می‌خواهد انجام دهد، داشته باشد.
برخلاف لیبرال‌های پیشین که جامعه را به عنوان یک محیط آکنده از افراد خودخواه می‌دانستند، گرین جامعه را به عنوان یک کل سازمان یافته می‌دید که در آن هر فرد وظیفه‌ای برای پیشرفت و توسعهٔ خیر عام در آن جامعه دارد. نظریات وی به سرعت گسترش یافت و توسط دیگر اندیشمندان نظیر ال تی هابهاوس و جان هابسون توسعه یافت. در اندک سال‌هایی بعد، سوشیال لیبرالیسم تبدیل به برنامهٔ سیاسی و اجتماعی اساسی حزب لیبرال بریتانیا شد، و در سده بیستم هم سیطرهٔ بیشتری را در جهان از آن خود کرد.
در سده بیست و یکم بحث از ظهور نئولیبرالیسم شد که بر محور آزادی بدون زمان استوار است، که قصدش این است تا تمام آزادی‌های مثبت و منفی را به نسل‌های آینده از طریق کارهایی که امروز انجام می‌شوند، توسعه دهد. علاوه بر اعمال و پیاده‌سازی آزادی‌های مثبت، منفی و بدون زمان، لیبرال‌ها سعی در درک رابطهٔ مناسب و صحیح میان آزادی و دموکراسی داشته‌اند. کما این که ایشان تلاش بسیاری برای توسعهٔ حق رأی در میان تعداد شهروندان بیشتری داشتند. از طرف دیگر لیبرال‌ها به‌طور روزافزونی به درک این نکته این رسیدند که اگر مردم رها شوند تا خودشان هر گونه که مایل اند به تصمیم‌گیری‌ها دموکراتیک دست بزنند نهایتاً منجر به استبداد اکثریت بر اقلیت می‌شود، مفهومی که در رسالهٔ در باب آزادی میل و کتاب تحلیل دموکراسی در آمریکا (۱۸۵۳) الکسی دو توکویل به خوبی مورد بحث و شرح واقع شده است. برای پاسخ دادن به این مسئله، لیبرال‌ها خواستار ایجاد یک حفاظت مناسب و یک ضمانت کارآمد در دموکراسی شدند که از طریق آن هیچ اکثریتی نتواند حقوق هیچ اقلیتی را پایمال کند.
علاوه بر آزادی، لیبرال‌ها چندین اصل دیگر را که برای شالودهٔ ساختار فلسفی شان مهم تلقی می‌شد را توسعه دادند. اصولی نظیر برابری، کثرت گرایی (پلورالیسم) و شکیبایی و مدارا. ولتر برای شفاف‌سازی اصل اول که همیشه با سردرگمی و ابهام رو به رو است، نظر می‌دهد که برابری اول از همه طبیعی‌ترین حق انسان‌ها، و در طول زمان واهی‌ترین آن است. تمام اشکال لیبرالیسم در مبانی خویش این فرض را می‌گیرند که همهٔ افراد با یک دیگر برابرند. از نظر لیبرال‌ها برای نگاه داشتن این برابری بی‌طرفانه در بین مردم تنها یک چیز مهم است؛ تمام افراد از آزادی یکسانی برخوردار باشند. به عبارت دیگر، هیچ‌کس محق این امر نیست که از منافع یک جامعهٔ آزاد بیش از هر کس دیگری لذت ببرد، و تمام مردم به‌طور برابر در پیشگاه قانون دیده می‌شوند. فرای این تعریف بنیادین، نظریه پردازان لیبرال دربارهٔ درک و تعریف شان از برابری با یکدیگر اختلاف نظر دارند. فیلسوف آمریکایی جان راولز تأکید می‌کند که نه تنها نیاز به تضمین برابری در پیشگاه قانون است بلکه بازتوزیع برابر منابع مادی در بین افراد نیز به شدت ضروری است تا هر فرد بتواند تمام چیزهایی که برای کامیابی در زندگی می‌خواهد، داشته باشد. در طرف دیگر اندیشمند لیبرتارین، رابرت نوزیک با راولز موافق نیست و به جای آن از نسخهٔ پیشین برابری که توسط لاک تبیین شده بود، دفاع می‌کند. برای مشارکت در پیشرفت و توسعهٔ آزادی، لیبرال‌ها هم چنین مفاهیمی نظیر پلورالیسم و مدارا را ترویج داده‌اند. لیبرال‌ها از اشاره کردن به پلورالیسم سعی در نشان دادن آرای متکثر و عقاید متعدد دارند که سازنده و شکل دهندهٔ یک نظم اجتماعی پایدار است. لیبرال‌ها برخلاف بسیاری از پیشینیان و سابقین خویش، به دنبال انطباق و تجانس در بین آرای مردم و یک سان کردن شیوهٔ فکر کردن ایشان نیستند؛ در واقع، تمام تلاش‌های لیبرال‌ها بر این بوده است که چهارچوبی را برای ادارهٔ کشور تأسیس کنند که در جهت هماهنگ‌کردن و حداقلی کردن دیدگاهٔ متفاوت و متعارض باشد ولی از طرف دیگر به دیدگاه‌های مخالف اجازهٔ حضور و درخشش بدهد. در نظر فلسفهٔ لیبرال، پلورالیسم به سادگی منجر به مدارا می‌شود. از آن جا که افراد هر یک دیدگاه‌های متفاوتی دارند، لیبرال‌ها بحث می‌کنند که هر فرد باید برای فرد دیگر و حتی فرد مخالف خویش احترام و بردباری قائل باشد. از دیدگاه لیبرال، مدارا در آغاز مربوط به بردباری دینی بوده است. کما این که اسپینوزا حماقت و آزار و اذیت‌های مذهبی و جنگ‌های ایدئولوژیک را محکوم می‌کند. بردباری هم چنین نقش مرکزی مهم در نظریات کانت و جان استوارت میل بازی می‌کند. هر دوی این اندیشمندان معتقد بودند که جامعه حاوی مفاهیم و تعاریف متعددی است و هر کس معیار اخلاقی متفاوتی را برای خوب زندگی کردن دارد و به این خاطر افراد باید مجاز باشند که آزادانه دست به انتخاب‌های خویش بزنند بدون این که کوچک‌ترین ترسی از دخالت دولت یا افراد دیگر داشته باشند.

### نظریات لیبرترین
لیبرالیسم و لیبرترینیسم دو گرایش نزدیک اما نایکسان در نظریه لیبرال هستند. نظیر تفاوت بین لیبرالیسم کلاسیک و مدرن، اینان نیز مدعی هستند تفکرات خودشان «لیبرالیسم واقعی» و گروه مقابل پیرو مکتب مجزایی است. لیبرترین‌های معاصر خود را «لیبرال‌های کلاسیک» به حساب می‌آورند، با این حال تفاوت‌هایی با لیبرالیسم کلاسیک دارند. به عنوان مثال، لیبرترین‌ها طالب لغو مجازات برای «جرایم بی‌خطر» – مثل تن‌فروشی و غیره – هستند که تفکرات مشابهی در آثار جان لاک یا آدام اسمیت دیده نمی‌شود. در مجموع، تمایز بین لیبرالیسم و لیبرترینیسم کار آسانی نیست.
نظریه‌پردازان لیبرترین اعتقاد دارند موجودیت دولت تنها در حالتی از نظر اخلاقی قابل توجیه است که کارکرد آن به حداقلی‌ترین حالت تقلیل داده شود. متفکران لیبرترین آنارشیست نیز معتقدند موجودیت دولت اصلاً قابل توجیه نیست. مطابق نظریه حق طبیعی آزادی، تنها محدودیت قابل قبول بر آزادی، آن است که برای محافظت از حق طبیعی آزادی دیگران وضع شده است. در صورتی که پای آزادی دیگران وسط نباشد، شخص تنها نسبت به منافع خود مقید است؛ این می‌تواند شامل یک دولت حداقلی باشد یا نباشد. در صورتی شخص حق طبیعی آزادی داشته باشد و هیچ چیزی وجود ندارد که او را از دیگران متمایز کند، نتیجتاً او باید حق برابری را برای همه انسان‌ها بپذیرد. این منجر مباحثی شده است، از جمله اینکه چرا همه باید چنین حقی داشته باشند؟ در عقیده رابرت نوزیک، همه انسان‌ها ظرفیت خودمختاری را دارند و باید به این ظرفیت احترام گذاشته شود. جان لاک اعتقاد داشت انسان‌ها در مالکیت خدا هستند و بنابراین حق ندارند به آزادی دیگران خدشه وارد کنند. در نظر لاک، اگر خدا می‌خواست انسان‌ها از حق برابر آزادی برخوردار نباشد، به شیوه‌ای آن را به آدمیان می‌فهماند. این استدلال ضعف‌هایی دارد؛ مثلاً در صورت حق طبیعی آزادی برابر برای همه، هر کس می‌تواند بدون کسب اجازه از دیگران، از منابع طبیعی زمین استفاده کند. لاک دو محدودیت در این زمینه اعمال می‌کند: شخص باید به اندازه نیازش از این منابع استفاده کند و باید برای دیگران هم باقی بگذارد.
کارکرد حداقلی دولت شامل حفاظت کشور از حمله خارجی و برقراری قانون دربارهٔ تعامل شهروندان است. این دولت حق استفاده از زور برای اجرای قوانین و نیز مجازات آنان که سرپیچی می‌کنند را دارد. نتیجتاً، دولت هم ممکن است نقض‌کننده حق طبیعی آزادی مردم باشد. اما بنا به گفته جان لاک، چون مردم دربارهٔ این حق دولت توافق کرده‌اند، پس طبیعی آزادی کسی نقض نمی‌شود؛ با این حال قوانین دولت باید مطابق قوانین طبیعت باشد و در غیر این صورت، مردم حق مخالفت با آن را دارند. لیکن نسل‌های آینده موافقت خود با این دولت را ابراز نکرده‌اند. لاک دو جواب دارد؛ آن‌ها با پذیرفتن ارثی که بهشان می‌رسد، در عمل موافقتشان را نشان داده‌اند و هرکس در قلمرویی ساکن است و از حاکمیت قانون در آن بهره می‌برد، باید حاکمیت آن قلمرو را نیز بپذیرد.

### نظریات فایده‌گرایانه
جرمی بنتام و جان استوارت میل، به عنوان بزرگ‌ترین فایده‌گرایان بریتانیا، در مطرح‌کردن فایده‌گرایی به عنوان جایگزینی برای نظریات حقوق طبیعی و قرارداد اجتماعی در کشور خود بسیار موفق بودند. فایده‌گرایی یا یوتیلیتاریانیسم بر این اصل استوار است که هر عملی که نسبت به اعمال جایگزین فایده بیشتری تولید کند، عملی صحیح است. منظور از فایده در نظر اینان، «خوشحالی» یا به عبارت دیگر، «لذت» است. نتیجتاً، به عنوان مثال، انباشت پول به دلیل کارهایی که می‌توان با آن کرد، وسیله‌ای برای تولید خوشحالی است. اما انسان خسیس به وسیله نگاه‌داشتن پول لذت به دست می‌آورد. بدین ترتیب، افراد و اعمال با احتساب تاثیرشان در مقدار کلی یک چیز، خوب یا بد به حساب می‌آیند. این با آن گروه از دکترین‌های اخلاقی که ارزش افراد را متعلق به شخص خودشان می‌داند، در تضاد است. مطابق این دسته از دیدگاه‌ها، افراد صرف‌نظر از تاثیرشان بر مقدار کلی مورد بحث، حقوقی دارند و کسی نباید برای افزایش مقدار مورد نظر به این حقوق تجاوز کند.
اهمیت تولید خوشحالی در فایده‌گرایی آن را در برابر شیوه تفکر ضد لیبرال قیم مآبانه آسیب‌پذیر می‌کند؛ مثلاً اگر دخالت مستقیم دولت منجر به ایجاد رفاه شود، فایده‌گرایی می‌تواند از آن استقبال کند. نتیجتاً، فایده‌گرایان در صورتی از لیبرالیسم پیروی می‌کنند که آن را تضمین‌کننده بهترین پیامد ممکن بیابند. جرمی بنتام این را قبول داشت؛ به عقیده او، دولت با حفاظت از آزادی اشخاص برای یافتن خوشحالی شخصی، می‌تواند بهترین عملکرد خود در افزایش میزان خوشحالی عمومی را داشته باشد. با این حال دولت باید آزادی افراد را به گونه‌ای محدود کند که شخص نتواند سبب مشقت دیگران شود. بنتام در کنار آزادی، از چهار اصل ثانویه معیشت، فزونی، امنیت و برابری نیز نام می‌برد. برابری و امنیت گاه ممکن است در تضاد باشند و بنتام امنیت را بر برابری مقدم می‌دانست. فایده‌گرایی تفکری جهان‌محور است اما فایده‌گرایان واحدهای سیاسی کوچک‌تر را به دولتی جهانی ترجیح می‌دهند، با همان استدلالی که آزادی شخصی را بر دخالت دولت ارجح می‌داند.

### نظریات معاصر
جان رالز در کتاب نظریه عدالت ادعا کرد لیبرالیسم در برابر برداشت‌های متفاوت از خیر، بی‌طرف است. او عقیده داشت اعضای یک جامعه سیاسی موجود به اصولی که می‌توانند بر روی آن به توافق برسند، مقید خواهند بود. اما آنان باید این اصول را از پشت یک پرده بی‌خبری انتخاب کنند؛ پرده‌ای که باعث نادیده‌گرفتن شدن مسائلی مثل جنسیت، سن، توانایی‌ها و به‌طور کلی ویژگی‌های طبیعی و اجتماعی شخص شود. به عقیده رالز، پرده باعث می‌شود فرد با دانستن ویژگی‌های کلی انسان‌ها و جوامع انسانی و نیز در نظر گرفتن احتمال هر کسی بودن، انتخاب کند. این دانسته‌های کلی شامل ویژگی‌های اجتماعی اصلی خیر مانند آزادی، فرصت، درآمد، ثروت و عزت نفس است. نتیجتاً، آنان می‌دانند هر چه خیر بیشتری نصیبشان شود، بیشتر به نفعشان خواهد بود و بدین ترتیب، به یک اندازه آزاد و مرفه خواهند بود و فرصت‌های برابری خواهند داشت. رالز این را انصاف می‌خواند. او همچنین اصل تفاوت را نیز عادلانه می‌خواند: تقسیم نابرابر ثروت و درآمد به نفع کم‌برخوردارترین گروه جامعه. به عقیده جان چاروت، این حالت تنها در وضعیتی منصفانه خواهد بود که اعضای جامعه دربرداشت خود از خیر، تکثرگرا باشند تا به سود اکثریت مصادره نشود. او جامعه‌ای از مسلمانان اهل سنت را مثال می‌زند که اگر از پشت پرده بی‌خبری تصمیم بگیرند، با غیر مسلمانان و مسلمانان غیر سنی منصفانه رفتار نخواهد شد.
در نظریه «لیبرالیسم جامع» از رونالد دوورکین، بین دو اصل برابری و آزادی، برابری مقدم است و آزادی باید مطابق آن تفسیر شود. اصل برابری او بدان معناست که برای همه انسان‌ها اهمیت و احترامی برابر باید قائل شد. دوورکین معتقد بود جان همه انسان‌ها به‌طور برابری مهم است و نیز انسان‌ها ظرفیتی برای اعمال عدالت و انجام برنامه‌های خود دارند. مطابق گفته دوورکین «برای هر شخص مهم است که زندگی‌اش چگونه سپری می‌شود… که بدان معناست که زندگی‌اش اهمیتی ذاتی دارد. اگر زندگی به دلیل مهم بودن نحوه سپری شدنش اهمیتی ذاتی دارد، پس منطق مشابهی به همه اشخاص دیگر هم اعمال می‌شود. نتیجتاً، زندگی همه افراد دارای ارزش ذاتی برابر است.» اما به عقیده چاروت ضعف این استدلال آن است که زندگی هر شخص فقط برای خودش از اهمیت ذاتی برخوردار است.
نویسنده اسرائیلی جوزف راز در نظریه لیبرالیسم کمال‌گرا معتقد است آزادی منفی که لیبرالیسم ایجاد می‌کند، از جهت محافظت از خودمختاری شخصی قابل توجیه است. به عقیده راز، شخص تا حدی نویسنده زندگی خودش است و با تصمیمات پیاپی در طول زندگی آن را شکل می‌دهد. او «تا حدی» استفاده می‌کند زیرا معتقد است جامعه و ژنتیک نیز در شکل‌دهی به زندگی مؤثر هستند. در حدود این محدودیت‌ها، قوانین حافظ آزادی منفی لیبرال به فرد اجازه می‌دهند با تصمیم‌گیری‌هایش زندگی خود را پیش ببرد. اما او خودمختاری را زمانی خوب می‌یابد که طیفی از انتخاب‌های ارزشمند پیش روی فرد باشد تا او بتواند انتخاب کند. بدین ترتیب او دولت را موظف می‌داند که انتخاب‌های ارزشمند را فراهم کند و انتخاب‌های مضر را از بین ببرد؛ برداشتی که به قیم مآبی می‌ماند زیرا یک حکومت لیبرال وظیفه محافظت از آزادی و برابری اتباعش را دارد و نه مجبور کردن آنان به زندگی بهتر. همچنین در خوانش راز از لیبرالیسم هیچ نظریه‌ای در باب برابری وجود ندارد. او معتقد است همه به‌طور برابری از حقوقی که خودمختاری شخصی ایجاد می‌کند بهره‌مند خواهند شد. علی‌رغم این، او برداشت برابری‌محور دوورکین را رد می‌کند.

## تاریخچه
لیبرالیسم به عنوان یک جنبش سیاسی در چهار سده اخیر سیطره داشته است، گرچه واژه لیبرالیسم به عنوان ارجاع به این مکتب تا سده نوزدهم رسمیت نیافته بود. شاید اولین دولت مدرنی که بر پایهٔ اصول لیبرالی بنیان نهاده شد، ایالات متحده آمریکا بود که در اعلامیه استقلال خود اعلام کرد: تمام انسان‌ها برابر آفریده شده‌اند و توسط خالق شان از یک سری حقوق بهره‌مند شده‌اند، از جملهٔ این حقوق: زندگی، آزادی و پیگیری سعادت و خوشبختی است؛ که یادآور این عبارات جان لاک است که از اهمیت بالایی در نظریه‌های وی برخوردار بودند: زندگی، آزادی و مالکیت.
چند سال بعد این بار انقلاب فرانسه بود که بر میراث اشرافی‌گری این کشور با شعار آزادی، برابری و برادری، غلبه کرد و تبدیل به اولین کشور در تاریخ شد که حق رأی فراگیر برای همهٔ مردان قائل شد. اعلامیهٔ حقوق مردم و شهروندان اولین بار در فرانسه در سال ۱۷۸۹ تدوین شد و بعدها تبدیل به سندی بنیادین هم برای لیبرالیسم و هم برای حقوق بشر شد.

### انعقاد انقلاب
ظهور رنسانس در سده پانزدهم باعث پدید آمدن رویکرد متفاوتی به دانش و جامعه نسبت به دوران قرون وسطی شد. در سده شانزدهم اصلاحات پروتستانی باعث کم‌تر شدن قدرت و سیطرهٔ کلیسای کاتولیک شد و به همین منوال ساختار فئودالی و بارونی جامعهٔ اروپا رو به تضعیف گذاشت. به عنوان نقطه عطف تلاش‌هایی که در جنگ‌های سی سالهٔ سده هفدهم در انگلستان شکل گرفت به همراه جنگ‌های داخلی که به اعدام شاه چارلز اول در ۱۶۴۹ منجر شد نهایتاً باعث شد تا پارلمان موفق شود و پادشاهی مشروطه را به عنوان نظام این کشور اعلام کند، این اقدامات که در سال ۱۶۸۸ به ثمر نشست با نام انقلاب باشکوه معروف است.
مستعمرات آمریکایی هم که برای دوره‌ای طولانی به بریتانیا وفادار بودند در ۱۷۷۶ استقلال خود را از نظام پادشاهی اعلام کردند و اصلی‌ترین دلیل خود را نداشتن نماینده در ادارهٔ دولت خود می‌دانستند، دولتی که برای مدت‌ها با تصمیم عده‌ای از نمایندگان مردم دیگر در فرسنگ‌ها دور تر اداره می‌شد؛ و این مستعمرات سیاست‌های مالیاتی که توسط دیگران بر آن‌ها تحمیل می‌شد را نقض حقوق طبیعی خویش می‌دانستند. انقلاب آمریکا در آغاز انقلابی سیاسی و مدنی بود ولی در نهایت به اقدامات نظامی کشیده شد تا اینکه دست آخر به پیروزی رسید و اعلامیهٔ استقلال خود را صادر کرد و این اعلامیه که در تضاد با ظلم و ستم پادشاهی بریتانیا نوشته شده بود نمایانگر تمام اصول آزادی‌خواهی و منصفانهٔ انسانی یا در یک واژه لیبرالیسم بود.
بعد از به ثمر رسیدن انقلاب، ملت جدید در سال ۱۷۸۷ یک کنوانسیون قانون اساسی به راه انداخت تا به حل مشکلات و تأسیس دولت جدید فدرال بپردازد. نتیجهٔ این امر قانون اساسی ایالات متحده شد که بر پایه ساختار جمهوری و فدرال بنا نهاده شد. منشور حقوق ایالات متحده به سرعت در سال ۱۷۸۹ پی گرفته شد که حقوق طبیعی بنیادین مشخصی را بر اساس ایده‌آل‌های لیبرال به شهروندان اعطا می‌کرد.

#### انقلاب فرانسه

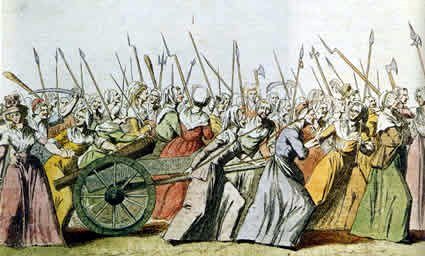
صحنه‌ای از حضور زنان در انقلاب فرانسه - سال ۱۷۸۹

سه سال پس از وقوع انقلاب ۱۷۸۹ فرانسه، نویسندهٔ آلمانی، گوته در حین گزارش شکست سربازان پروسی در جنگ والمی می‌نویسد: از این مکان و از این زمان چهارمین دوره در تاریخ جهان آغاز شد، و همهٔ شما می‌توانید بگویید که در هنگام تولد این دورهٔ جدید حضور داشته‌اید. تاریخ‌نگاران، متفق‌القول انقلاب ۱۷۸۹ فرانسه را یکی از مهم‌ترین اتفاقات در تاریخ بشر می‌دانند، این انقلاب انقلابی بود که به دوران پیشا مدرن پایان داد. دست‌آوردهای این انقلاب در پیروزی ارزش‌ها و اصول لیبرالی نقش گسترده‌ای داشت. برای لیبرال‌ها این انقلاب لحظهٔ هویتی آنان در نظر گرفته می‌شود، انقلابی که بعد ترها نیز نه تنها نتایج آن بلکه خود این انقلاب توسط تمام لیبرال‌ها مورد تأیید قرار گرفت. پس از به ثمر رسیدن انقلاب فرانسه در ۱۷۸۹ انجمنهای لیبرال گوناگونی شکل گرفتند که به همراه یک گروه سلطنت طلب محافظه کار قصد اصلاحات بنیادین در فرانسه داشتند. پس از این دوره، دوران حکمفرمایی ترور آغاز شد که توسط روبسپیرها انجام یافت و بعد از سقوط ایشان ژاکوبن‌های رادیکال کنترل فرانسه را در ۱۷۹۵ در دست گرفتند و تا سال ۱۷۹۹ در قدرت ماندند، زمانی که ناپلئون بر سر قدرت آمد.
ناپلئون بار اول برای پنج سال به قدرت رسید. او در این مدت سعی کرد قدرت را هر چه بیشتر مرکزی کرده و به نظام اداری نظم بخشد. جنگ‌های ناپلئونی که نشان‌گر ایستادن یک کشور انقلابی در مقابل نظام‌های پادشاهی قدیمی اروپا بود، در سال ۱۸۰۵ میلادی آغاز شد و برای یک دهه ادامه داشت. چیزهایی که به همراه شمشیرها و چکمه‌ها در این جنگ‌ها به سراسر اروپا گسترش یافت، برهم چیده شدن نظام ملوک الطوایفی، آزادسازی قوانین مالکیت، پایان یافتن حقوق ویژهٔ امرا و شاهان، لغو اتحادیه‌ها، قانونی شدن طلاق، فروپاشی محله‌های یهودی نشین، فروپاشی دادگاه‌های تفتیش عقاید، محو کامل و نابودی امپراتوری مقدس روم، محو دادگاه‌های کلیسایی و اختیارات ویژهٔ مذهبی، استقرار سیستم اندازه‌گیری متریک، و برابری در پیشگاه قانون برای تمام افراد بود. ناپلئون نوشت «مردم آلمان به مانند مردم فرانسه، ایتالیا و اسپانیا خواستار ایده‌هایی برابری‌خواهانه و آزادای‌طلبانه هستند.» آنگونه که برخی تاریخ‌نویسان اشاره می‌کنند، شاید ناپلئون اولین شخصی بود که از واژهٔ آزادی در معنای سیاسی آن استفاده کرد. او هم چنین از طریق شیوه‌ای حکومت می‌کرد که یکی از تاریخ‌نویسان آن را دیکتاتوری مدرن نامیده است، شیوه‌ای که وی مشروعیت قانونی خود را از مشورت مستقیم با مردم در شکل یک همه‌پرسی به دست می‌آورد. با این وجود ناپلئون همیشه به دنبال پیاده کردن ایده‌آل‌های آزادانه که خود از آن‌ها یاد می‌کرد و به آن‌ها تأکید داشت، نبود. بزرگ‌ترین و پایاترین دستاورد ناپلئون، قانون مدنی بود که با نام خود وی نیز از آن یاد شده و گهگاه آن را کد ناپلئون می‌نامند. این قانون به عنوان نمونه‌ای برای تدوین قوانین مدنی در سراسر جهان گسترش یافت. البته این قانون همچنین تبعیضات گوناگونی را علیه زنان اعمال می‌کرد و آن تبعیضات را تحت نظم طبیعی توجیه می‌کرد.

#### پیامدهای انقلاب فرانسه

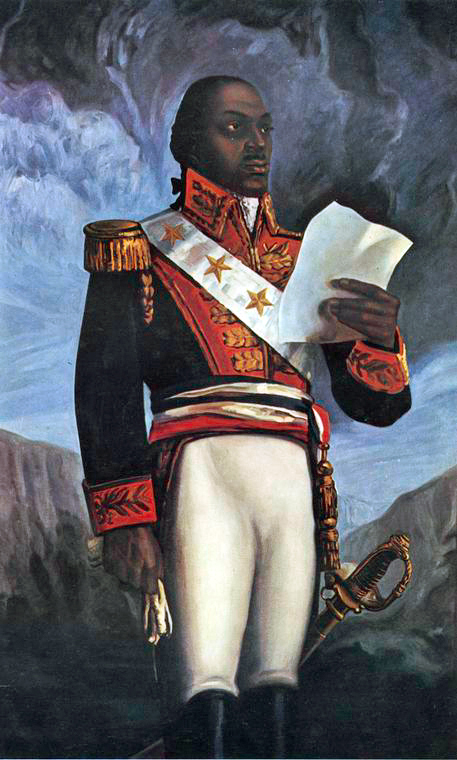
ژنرال توسیانت لاورتور، یکی از افرادی که با الهام از انقلاب فرانسه توانست هائیتی‌ها را از برده‌داری رها سازد

لیبرال‌ها و آزادی‌خواهان در سده نوزدهم خواستار توسعهٔ جهان به گونه‌ای بودند که در آن دولت‌ها از مداخله در امور شهروندان خودداری کنند یا میزان دخالت‌های دولت کاهش یابد. آن‌ها قهرمانانه از آزادی‌های منفی دفاع کردند که به معنی فقدان هر گونه اجبار و فقدان موانع خارجی بر سر ارادهٔ شهروندان است. خواستهٔ آن‌ها این بود که دولت را از زندگی خصوصی افراد خارج نگاه دارند. لیبرال‌ها به‌طور پیوسته برای گسترش حقوق مدنی و برای توسعهٔ بازار آزاد و تجارت آزاد در تلاش بودند. این دست عقاید اقتصادی، کمی بعد در کتاب معروف ثروت ملل نوشته آدام اسمیت در سال ۱۷۷۶ میلادی به رشتهٔ تحریر درآمد که سبب تحولی شگرف در زمینهٔ اقتصاد شد. این کتاب دربارهٔ وجود دست نامرئی بازار آزاد در سازوکار تنظیم خویش حرف می‌زد که نیازی به دخالت هیچ عنصر خارجی نداشت. در سایهٔ لیبرالیسم، اقتصاد بازار آزاد در جهان به سختی فراوان در سده نوزدهم ظهور یافت و از همه جا بیشتر در ایالات متحده و بریتانیا فراگیر شد.

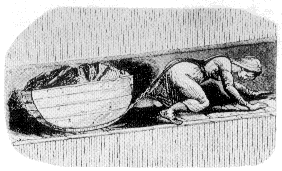
صحنه‌ای مربوط به دوران پیش از انقلاب صنعتی و گسترش سرمایه‌داری که نشانگر رنج مردم در آن زمان است، این انقلاب توانست شرایط کاری کارگران را بهبود بخشیده و استانداردهای کاری را بالاتر برد تا خانواده‌ها دیگر مجبور نباشند کودکان‌شان را بر سر کارهایی طاقت‌فرسا بفرستند.

از دیدگاه سیاسی، لیبرال‌ها به سده نوزدهم همچون دروازه‌ای نگاه می‌کنند برای دستیابی به تحقق تمام آرمان‌های انقلاب ۱۷۸۹ فرانسه. در اسپانیا، لیبرالِز اولین گروهی بودند که از واژهٔ لیبرال در مفهوم سیاسی آن برای معرفی خود استفاده کردند و سال‌ها برای اعمال قانون اساسی ۱۸۱۲ مبارزه کردند تا این که سرانجام در ۱۸۳۰ میلادی توانستند بر سلطنت طلبان پیروز شوند و قانون اساسی مطلوب و مورد نظر خویش را به مرحلهٔ اجرای کامل در بیاورند. در فرانسه، انقلاب ژوئیه ۱۸۳۰، توسط سیاست‌مداران و روزنامه‌نگاران لیبرال صورت گرفت و باقی‌مانده‌های سلطنت را در فرانسه به کنار راند و به انقلابی الهام بخش برای تمام نقاط اروپا تبدیل شد.
با این وجود، شکوفایی لیبرالیسم و پیشرفت‌های سیاسی در اروپا حتی بیشتر از چیزی بود که مد نظر انقلاب ۱۸۴۸ میلادی بود. انقلاب‌ها در سراسر امپراتوری اتریش، ایالت‌های آلمانی و ایتالیا گسترش یافت. دولت‌ها به سرعت سرنگون شدند. لیبرال ناسیونالیست‌ها خواستار قانون‌های اساسی نوشته، انجمن‌ها و مجلس‌های نماینده‌ای، حق رای‌های بیشتر و گسترده‌تر و آزادی مطبوعات بودند.
چند دهه بعد از انقلاب فرانسه، لیبرالیسم شکلی جهانی به خود گرفت. کشمکش‌ها میان لیبرال‌ها و محافظه‌کاران در اسپانیا، خود را در کشورهای آمریکای لاتین همچون مکزیک و اکوادور هم نشان داد. از ۱۸۵۷ تا ۱۸۶۱ مکزیک درگیر در یک جنگ خونین اصلاحات شد. یک درگیری خونین داخلی و ایدئولوژیکی که میان لیبرال‌ها و محافظه‌کاران درگرفت. پیروزی لیبرال‌ها در مکزیک منجر به بروز موقعیتی مشابه در اکوادور شد.
گرچه لیبرال‌ها در سده نوزدهم در سراسر جهان فعال بودند، ولی این بریتانیا بود که در آن جا شخصیت آیندهٔ لیبرالیسم شکل گرفت. بعد از دورهٔ انقلابی در سده قبل، احساسات لیبرالی در بریتانیا بروز یافت و باعث شد تا در نهایت حزب لیبرال این کشور تأسیس شود. این حزب ارمغان‌آور یکی از تأثیرگذارترین نخست وزیران بریتانیا بود؛ ویلیام اوارت گلدستون که با نام پیرمرد بزرگ هم معروف است. در دورهٔ گلدستون، لیبرال‌ها آموزش را اصلاح کردند، کلیسای ایرلند را تحت قانون ۱۸۶۹ از اختیارات سابق خود محروم کردند، و صندوق‌های رأی مخفیانه را برای انتخابات‌های محلی و پارلمانی به راه انداختند. بعد از گلدستون و بعد از دوره‌ای از چیرگی محافظه‌کاران در سیاست انگلستان، لیبرال‌ها در انتخابات عمومی ۱۹۰۶ با قدرت کامل به عرصهٔ سیاست بازگشتند. پس از این پیروزی تاریخی، حزب لیبرال از لیبرالیسم کلاسیک خود به سمت دولت رفاهی آیندهٔ بریتانیا تغییر موضع داد و باعث تأسیس انواع مختلف بیمه‌های درمانی، بیمه‌های بیکاری، و حقوق بیکاری برای از کار افتادگان شد. این شیوهٔ جدید لیبرالیسم در سده بیستم در بیشتر نقاط جهان شیوع یافت.

### درگیری‌ها و نوسازی
سده بیستم آغازی شدید و عجیب برای لیبرالیسم بود. جنگ جهانی اول باعث بروز چالش‌هایی اساسی برای دموکراسی‌های لیبرال بود، گرچه در آخر این دموکراسی‌ها پیروز میدان جنگ بودند و این پیروزی فقط مختص به جنگ نبود بکله در مصاف با کمونیسم و سلطنت طلبان هم پیروزی از آن لیبرال‌ها بود. جنگ باعث فروپاشی شکل‌های سابق دولت‌ها بود از جمله، امپراتوری‌ها و دولت‌های دودمانی. تعداد جمهوری‌های اروپا در پایان جنگ به سیزده رسید، در حالی که در زمان آغاز جنگ این تعداد تنها سه جمهوری بود. نمونهٔ این اتفاقات از جمله فروپاشی و شکست سلسله‌های پادشاهی در روسیهٔ آن زمان نیز اتفاق افتاد.

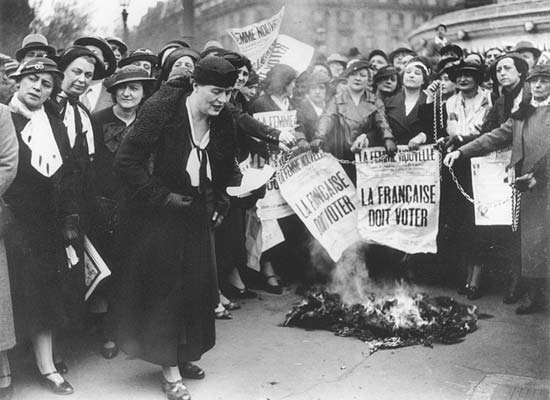
عکسی از اعتراض زنان در سال ۱۹۳۵ در راستای اعطای حق رأی به ایشان

افسردگی شدید پس از پایان جنگ به گونه‌ای بنیادین جهان لیبرال را دچار تغییر کرد. در زمانهٔ جنگ نظریه‌هایی برای لیبرالیسمی جدید وجود داشت ولی لیبرالیسم مدرن به‌طور کامل در ۱۹۳۰ به عنوان واکنشی به افسردگی ناشی از جنگ، محقق شد که باعث الهام بخشیدن به اقتصاددانانی چون جان ماینارد کینز شد تا رشتهٔ اقتصاد را به کلی متحول کند. لیبرال‌های کلاسیک همچون لودویگ فون میزس اقتصاددان، از بازار کاملاً آزاد دفاع می‌کردند تا واحدهای مجزای اقتصادی قادر باشند که به تخصیص مناسب منابع خویش دست بزنند و به عبارت دیگر در طول زمان به اشتغال کامل و امنیت اقتصادی دست یابند. کینز پیشگام حمله‌های وسیع به اقتصاد کلاسیک و پیروان آن بود و بحث می‌کرد که بازار کاملاً آزاد ایده‌آل نیست و این که در آن زمانهٔ سخت برای داشتن اقتصادی پویا و رو به رشد به مداخله و سرمایه‌گذاری دولت نیاز است. برای مثال وقتی که بازار در تخصیص مناسب منابع شکست بخورد نیاز است تا دولت وارد اقتصاد شود و به نظم دهی آن دست بزند تا زمانی که بخش خصوصی بتواند به سازوکار پیشین خود بازگردد و اقتصاد را از دستان دولت باز پس گیرد، این ایده‌ای بود که به زعم کینز باعث افزایش تولید و بهره‌وری صنعتی می‌شد.

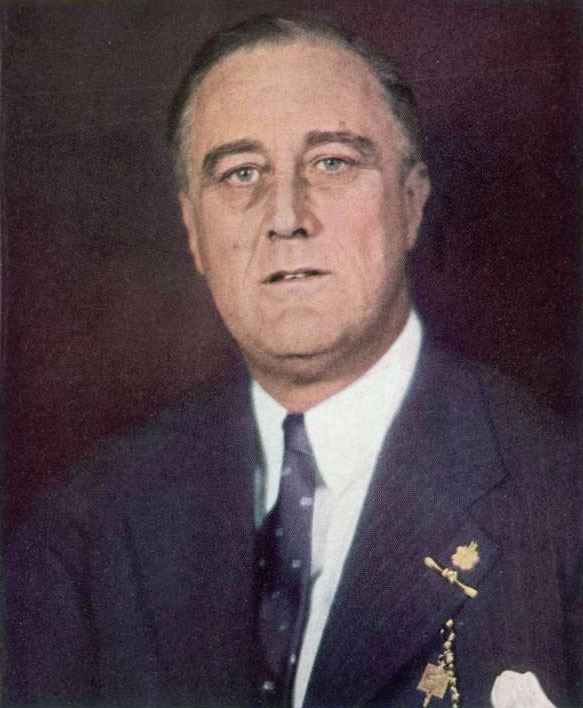
رئیس‌جمهور فرانکلین روزولت، مرد سال مجلهٔ تایم در سال ۱۹۳۳

برنامهٔ لیبرالیسم اجتماعی که در دورهٔ رئیس‌جمهور روزولت در ایالات متحده انجام یافت، گونه‌ای جدید از لیبرالیسم بود که در بین مردم محبوبیت بسیار یافت. در سال ۱۹۳۳ وقتی روزولت به ریاست جمهوری رسید، نرخ بیکاری به میزان ۲۵ درصد بود. وضعیت اقتصاد با توجه به شاخص تولید ناخالص ملی به نصف میزان خود در سال ۱۹۲۹ رسیده بود. پیروزی روزولت حاکی از خواست مردم آمریکا برای اجرایی شدن برنامه‌هایی برای کار عمومی بود. این بود روزولت توانست در سال ۱۹۳۶ نرخ بیکاری را به ده درصد برساند. گسترش ویرانی‌ها و نابود شدن اقتصاد کشورها در جنگ جهانی دوم و جدا بودن ایالات متحده از این وضعیت باعث شد تا این کشور از آسیب‌های جدی و رکود ناشی از جنگ در امان بماند. از سال ۱۹۴۰ تا ۱۹۴۱ نرخ تولید ناخالص ملی آمریکا هفده درصد افزایش یافت و نرخ بیکاری برای اولین بار بعد از سال ۱۹۲۹ به زیر ده درصد رسید. تا سال ۱۹۴۹ دولت موفق شد که بیکاری را تقریباً به‌طور کامل و کارآمدی از بین ببرد. بیشتر دولت‌های جنگ زده پس از جنگ هم تصمیم گرفتند با دخالت دولت‌ها در اقتصاد خویش وضعیت بحرانی خویش را سامان دهند.

## مفاهیم

### مدارا
لیبرالیسم از نظر تاریخی با مفهوم تسامح و مدارا ارتباط نزدیکی دارد و برخی نویسندگان معاصر آن را «قلب اساسی لیبرالیسم» دانسته‌اند. از آنجا که لیبرالیسم دارای گرایش‌ها و شاخه‌های گوناگونی است، نقش و جایگاه دقیق تسامح در آن مشخص نیست. تسامح از دیدگاه «اصول فراگیر لیبرالیسم» (CDL) پیش از آن که یک مسئله سیاسی باشد، در رابطه با رفتارهای شخص در محدودهٔ زندگی اوست و مسئله‌ای اخلاقی به‌شمار می‌رود. از این دیدگاه و بنا بر نظریات جان رالز، تا زمانی که دولت عادل باشد، می‌تواند حدود و ثغور میزان تسامح را در همهٔ امور تعیین کند. اما در «لیبرالیسم سیاسی» (PL)، تا زمانی که دولت مشروع باشد، قوانین آن تعیین می‌کند که چه چیزی باید تحمل شود. این بدان معنی است که اگر دولت نتوانست با افکار عمومی مطابقت داشته باشد، نباید قانونی هم داشته باشد که در امور افراد دخالت کند و این مستلزم داشتن استقلال سیاسی افراد است، گرچه بنا بر لیبرالیسم سیاسی، لزومی بر استقلال اخلاقی آنان وجود ندارند. به‌طور مثال، فرض کنید افرادی با علم بر این که فلان مذهب موجب شستشوی ذهنی فرزندانشان خواهد شد، به آن گرویدند؛ بنا بر اصول فراگیر لیبرالیسم، این مسئله قابل تسامح نیست، زیرا به استقلال فردی شخص لطمه می‌زند، ولی همین مثال از نظر لیبرالیسم سیاسی اشکالی ایجاد نخواهد کرد، مشروط بر این که استقلال سیاسی افراد حفظ شود. بنابرین در لیبرالیسم سیاسی تنها استقلال سیاسی برای همگان تضمین می‌شود و توجه به مدارا و تسامح بیشتر از توجه به بار اخلاقی مسئله است، زیرا لیبرالیسم سیاسی به مسائل متافیزیک (ماوراءالطبیعه) کاری ندارد. علاوه بر این دو دیدگاه، «لیبرال‌های استقلال‌خواه»، همچون کانتی‌ها، نیز هستند که به اصل «بد بودن رنج» باور دارند و هدف اصلی خود را پایان دادن به رنج بشر می‌دانند. این یک تعریف خاص از لیبرالیسم است که «آزادی از آسیب» را اصلی‌ترین ارزش سیاسی می‌داند و لذا عقیده دارد تا زمانی که آسیبی به دیگران وارد نشود، باید همهٔ رفتارها توسط دولت تحمل شود، تا کسی آزرده‌خاطر نگردد. کشوری که با چنین دیدگاهی ایجاد شود، به دنبال ایجاد اخلاق در مردم نیست بلکه آن‌ها را به سوی زندگی خودشان رها می‌کند و چنین وضعیتی مردم را به زندگی با توجه به وجدانشان وا می‌گذار؛ خواه وجدان آن‌ها رشد عقلانی و مستقل داشته باشد یا نتیجه جامعه‌پذیری و تلقین باشد. دولت تنها برای جلوگیری از آسیب رساندن دیگران وارد عمل می‌شود و قانونی به جز این نخواهد داشت. در این شیوه، به استقلال افراد اهمیت چندانی داده نمی‌شود.

### برابری

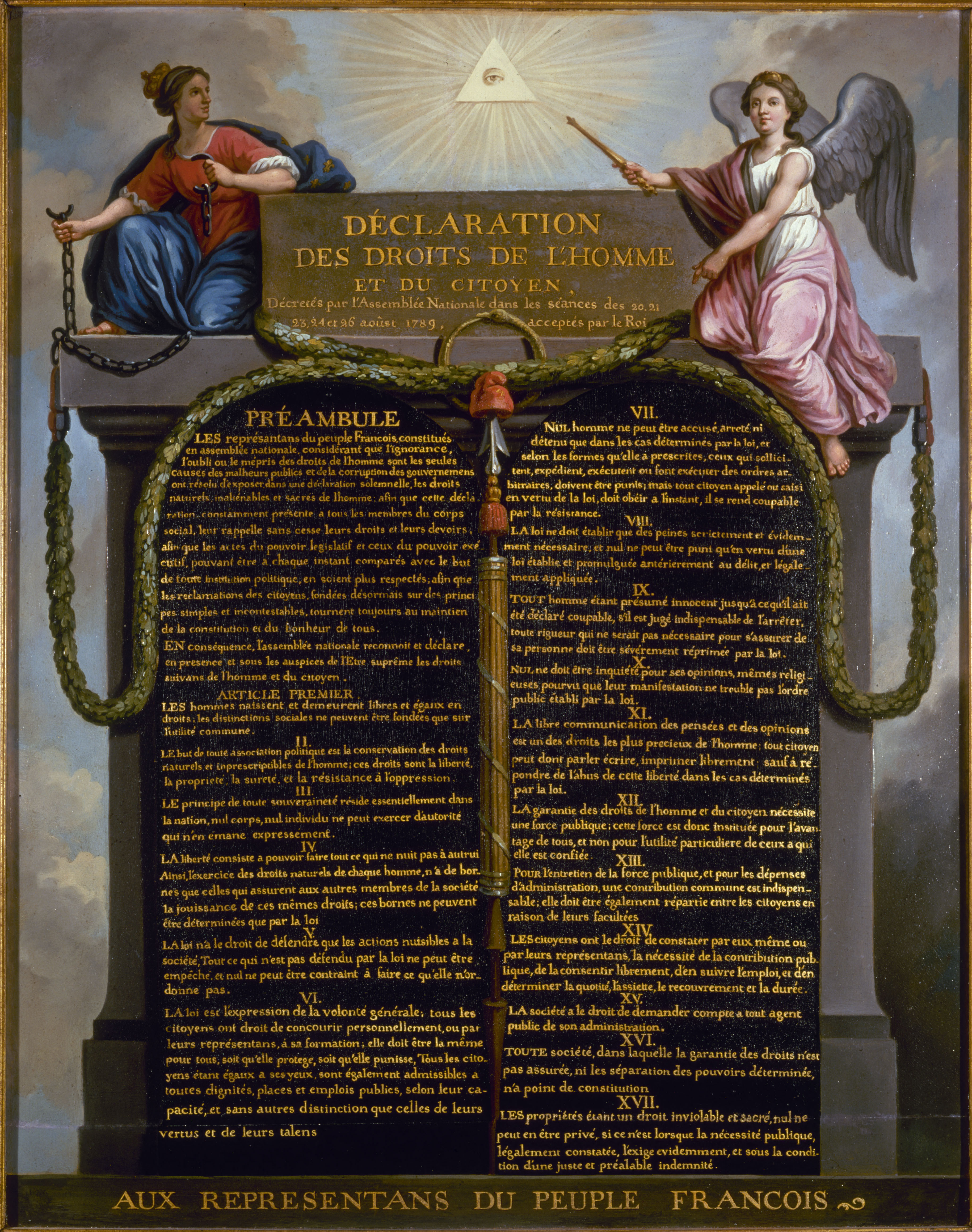
اعلامیهٔ حقوق بشر و شهروند یکی از اسناد بنیادین انقلاب فرانسه و تاریخ حقوق بشر است. اولین بند این منشور می‌گوید: «انسان‌ها آزاد به دنیا آمده‌اند و آزاد با حقوق برابر باقی خواهند ماند. تفاوت‌های اجتماعی تنها در صورتی که صلاح همگانی در میان باشد، می‌توانند وضع شوند.»

به‌طور کلی لیبرالیسم برابری افراد را تأیید می‌کند. اما در حدود و تعریف برابری اختلاف نظرهایی وجود دارد:
- اکثر لیبرال‌ها می‌پذیرند که افراد جامعه بایستی از نظر سیاسی و دموکراتیک برابر باشند و هر شخص از حق رأی مساوی در گزینش قانون‌گذاران و مجریان قانون برخوردار شود.
- همچنین غالب لیبرال‌ها معتقدند که تا حدی باید بین اعضای جامعه از نظر درجه، قدرت و منزلت مساوات وجود داشته باشد و از این طریق افراد جامعه باید با هم برابر باشند.
- برخی از لیبرال‌ها عقیده دارند که برای بنیاد آزادی‌های اساسی و نه صرفاً رسمی، جامعه باید به گونه‌ای تنظیم شود که همگان از امکانات مادی کافی برخوردار باشند و مهارت‌های توسعه یافته داشته باشند تا بتوانند از این آزادی‌ها به‌طور مؤثر استفاده کنند؛ یعنی اگر کسی می‌تواند به سفری برود، دیگران با شرایط برابر هم بتوانند به آن سفر بروند و فقط عدم تمایلشان بتواند مانع از این کارشان شود. بحثی وجود دارد که برابری در اینجا به معنی داشتن مهارت‌ها و امکانات پایه است یا برابری تام لازم است.
- برخی فراتر از برابری فرصت‌ها، خواهان یک هنجار برابری ماهوی فرصت نیز هستند. این در یک فرم ضعیف مستلزم است که همه افراد شرایط و دسترسی یکسانی به آنچه نیاز دارند، داشته باشند؛ مثلاً چند رقیب دانشجو، بایستی دسترسی برابر به عوامل موفقیت همچون وام‌های دانشگاه، موقعیت کارآموزی و… داشته باشند. در فرم قوی، این امر مستلزم این است که همه افراد با استعداد بومی یکسان و جاه‌طلبی یکسان (فارغ از طبقه اجتماعی، جنسیت و گرایش جنسی، قومیت و نژادشان)، برای موفقیت باید شانس یکسانی در رقابت داشته باشند.
- نوع دیگری از برابر که برخی لیبرال‌ها پذیرفته‌اند، مستلزم کمک به افرادی است که وضعیت ضعیف‌تری دارند. این نوع برابری می‌تواند صرفاً خواهان اعطای شرایط مساوی در زمینه‌ای خاص به افراد محتاج باشد، یا برابری در رفاه کامل را طلب کند.[۸۴]

در فلسفهٔ معاصر واژهٔ برابری دو معنا را در بر می‌گیرد؛ یکی به عنوان اصلی توزیعی است و دیگری به صورت یک آرمان است. به صورت کلی برابری در لیبرالیسم از نوع اول است؛ یعنی در لیبرالیسم، برابری به معنای رسیدن به عدالت نیست، بلکه این منش خواهان برخورداری برابر افراد از حقوق اساسی لیبرال است، که از طریق آن هر شخص در موقعیتی باشد که بتواند بر زندگی خود مسلط شود و تابع هیچ‌کس نباشد. در جامعه‌ای لیبرال انجمن‌هایی که بر افراد مسلط باشند و ساختاری مستبد داشته باشند، مانند کلیساهای کاتولیک و آنگلیکان، تنها در حالتی مجاز تلقی می‌شوند که افراد مجبور به حضور در آنجا نباشند و حق ترک انجمن را هر زمانی داشته باشند.
اگر یک جامعه از نظر سیاسی لیبرال دموکراتیک باشد، اعضا فرصت دارند رهبران خود را تعیین کنند یا خلع نمایند. اما یک عضو منفرد نمی‌تواند تصمیم بگیرد که فی‌المثل مالیات خود را پرداخت نکند یا از قانون خاصی تبعیت نکند، زیرا مسائل سیاسی حوزهٔ کنش‌های جمعی هستند و نه تصمیمات صرفاً فردی؛ پس نوع رژیم سیاسی هر چه باشد، تصمیم مقامات سیاسی آن برای همه افراد قلمرو سیاسی مذکور لازم‌الاجرا است. تنها گزینه‌هایی که اعضا در چنین جامعه‌ای دارند، ترک آن قلمرو سیاسی یا تغییر نظام آن (مثلاً شورش، رفراندوم و…) است که مورد دوم می‌تواند خطراتی برای فرد داشته باشد. نظر لیبرال‌ها چنین است که به عنوان یک حوزهٔ عمل جمعی، ایدهٔ تصمیم‌گیری آزادانه افراد نمی‌تواند اعمال شود. بنابرین در قلمرو سیاسی نمی‌توان به راحتی از سلسله‌مراتب اقتدار گریخت. این سلسله‌مراتب ممکن است در قالب‌های غیر سیاسی، مانند ورزش، تجارت، هنر و… هم اعمال گردد.
برابری در لیبرالیسم با شیوهٔ سلسله‌مراتبی نظام‌های سلطنتی قدیم مغایرت دارد. در حکومت‌های فاشیستی علناً با حقوق لیبرال افراد مخالفت می‌شد و در کشورهای کمونیستی هم آزادی‌ها و برابری افراد مشروط به منافع قشرها ضعیف جامعه توصیف می‌شد. در واقع کشوری که نظام تک‌حزبی داشته باشد، مردم را در مقابل قشر حاکم قرار داده و میان این دو طبقه فاصله‌ای ایجاد می‌کند. گرچه نمونه‌هایی از دموکراسی‌های مهندسی‌شده و غیرلیبرال نیز وجود دارند.

### دموکراسی
توماس کریستیانو دموکراسی را دارای ارزش ذاتی می‌داند؛ او در توجیه این ارزش دموکراسی، به چند مورد از نتایج مفید آن اشاره می‌کند: اولاً به کمک دموکراسی ما یک روش جمعی خواهیم داشت تا بتوانیم دربارهٔ یک سؤال تصمیم بگیریم. ثانیاً، عملکرد تصمیم‌گیری سیاسی باعث پیش‌برد منافع مشترک و عدالت در بین افراد می‌گردد، حال آن که تصمیمات الزام‌آور در این فقره اهمیت بیشتری دارند. ثالثاً، همه انسان‌ها دارای منافعی هستند که جهان اجتماعی که در آن زندگی می‌کنند را شکل می‌دهد و این منافع در یک فرایند تصمیم‌گیری دموکراتیک پیشرفت می‌کنند. اما ارزشمندی دموکراسی تنها زمانی صدق می‌کند که در جامعهٔ هدف برابری وجود داشته باشد و حداقل‌های برابری افراد رعایت شوند.

### آزادی اقتصادی
آزادی اقتصادی در لیبرالیسم بدین معناست که هر فرد بتواند از نیروهای ذهنی و جسمی (دارایی‌های شخصی) و هر چیز دیگری که به صورت قانونی به او تعلق دارد، به شیوه‌ای که دوست دارد استفاده کند و بر این آزادی فقط محدودیت‌های مشخصی اعمال شود. این آزادی فردی نیاز به توضیح دو مسئله مالکیت مشروع دارایی‌های غیر شخصی و محدودیت‌ها بر استفاده از دارایی‌های مشروع دارد. می‌توان گفت مالکیت مشروع فردی بر دارایی‌های غیر شخصی بسیار محدود است و/یا این محدودیت بر استفاده از این‌گونه دارایی‌ها به شیوه دل‌بخواهی وجود دارد. به‌طور کلی هر شخص از این حق اساسی برخوردار است که «کار» خود را بفروشد یا کار شخص دیگری را خریداری کند. اما به هر روی این بازار آزاد کار نمی‌تواند بدون حدی از قاعده‌مندی به درستی عمل کند. محدودیت معمولی که بر آزادی اقتصادی اعمال می‌شود و تمام جوامع‌قانون‌مند از پیروی می‌کنند، جلوگیری از سلطه فردی بر دارایی‌های دیگران با زور یا نیرنگ است. اینکه فرد خود را در ازای غذا به بردگی بفروشد نیز به عنوان آزادی اقتصادی به رسمیت شناخته نمی‌شود. همچنین محدودیت‌هایی برای حفظ امنیت و نیز مالیاتی برای تأمین نیازهای دولت وضع خواهد شد. جامعه‌ای که در آن تنها این سه محدودیت اعمال شود، جامعه مورد تأیید لیبرترین‌هاست. افراد بابت نقض قراردادها یا ضرر به دیگران مؤاخذه خواهند شد اما دولت برای مواردی که منجر به رفاه عمومی شوند (مثلاً حمایت مالی از فقرا) دخالت نخواهد کرد. با این حال هیچ جامعه‌ای را در حال حاضر در این معنا نمی‌توان لیبرترین نامید.
دولت‌های لیبرال در جهان امروز بودجه خود را صرف مسائلی مثل تحصیل یا رشد اقتصادی کشور می‌کنند. این هزینه‌ها با استفاده از مالیات ممکن می‌شود و بدین ترتیب می‌توان آن را نوعی محدودیت اقتصادی به حساب آورد زیرا افراد نمی‌توانند انتخاب کنند با پولی که به عنوان مالیات پرداخت کرده‌اند، چه کنند. همچنین بیشتر دولت‌های لیبرال حاضر محدودیت‌هایی بر قراردادهای مابین کارگر و کارفرما جهت حفظ منافع کارگر (مثل حداقل حقوق، ساعات کار و غیره) وضع کرده‌اند. این محدودیت‌ها نیز قیم مآبانه و غیر لیبرال به نظر می‌رسند اما یک برداشت لیبرالیستی آن است که این محدودیت‌ها برای فراهم‌کردن شرایط مورد نیاز کارگران جهت دفاع از منافع خودشان ضروری است. دسته دیگر از محدودیت‌هایی که بر آزادی اقتصادی افراد وضع می‌شود، در جهت منفعت عمومی است. برخلاف استدلال در پس بازار آزاد (اینکه بازارهای آزاد نتیجه بهتری برون می‌دهند)، در این مواقع استدلال می‌شود بازار آزاد در ربط با تأمین منافع عمومی ناتوان است. هوای پاک یا تأمین نظم توسط پلیس از این قبیل است. مشخصه‌های این موارد غیر رقابتی و همگانی بودن آن است؛ غیر رقابتی است زیرا استفاده از آن توسط یک نفر، باعث نمی‌شود سهم دیگران کاهش پیدا کند و نیز همگانی است زیرا در صورت وجود هوای پاک، کسی نمی‌تواند دیگران را از آن محروم کند. در چنین وضعیتی، انگیزه اقتصادی برای تأمین منفعت عمومی باقی نمی‌ماند زیرا نمی‌توان آن را به کسانی که بهایش را می‌پردازند، محدود کرد. بدین ترتیب، اگر منافع عمومی به بازار آزاد واگذار شود، تأمین نمی‌شود یا کیفیت لازم را نخواهد داشت. راه‌حل آسان، وضع مالیات بر کسانی است که از آن منفعت عمومی بهره‌مند می‌شوند. در کنار موارد ذکر شده، محدودیت‌های اقتصادی دیگری نیز در جوامع لیبرال وجود دارد که شاخص‌ترین آن، دریافت مالیات بیشتر از اعضای ثروتمندتر جامعه است که با هدف ارتقای برابری در جامعه انجام می‌شود.

### آزادی جنسی
چون لیبرال‌ها معتقدند افراد بالغ باید در اداره زندگی خود تا حد ممکن آزاد باشند، نتیجتاً نباید بر روابط جنسی که با رضایت طرفین بزرگسال انجام می‌شود، محدودیت قانونی وضع شود. این وضعیت در اروپا و آمریکای شمالی برقرار است و نیز در بیشتر کشورهای اروپایی رابطه جنسی با اعضای نزدیک خانواده (اصطلاحاً «محارم») از نظر قانونی منعی ندارد. با این حال، این آزادی شامل کودکان و نوجوانان نمی‌شود. همچنین کنش‌های جنسی در فضاهای عمومی نیز غیرقانونی است. به‌طور کلی در طول تاریخ روابط جنسی بین افرادی که قانوناً مزدوج بودند و نیز همجنس‌گرایان در بیشتر کشورها با مجازات روبرو می‌شد. بیشتر کشورهای اروپایی طی قرون ۱۹ و ۲۰ قوانین ضد همجنس‌گرایی را ملغی کردند اما در تعداد کثیری از ایالات آمریکا تا سال ۲۰۰۳ پا بر جا بودند. ممنوعیت زنا اول بار به سال ۱۸۵۷ توسط بریتانیا لغو شد و زان پس بسیاری از ممالک غربی دیگر نیز چنین کردند اما در ۲۱ ایالت آمریکا روی کاغذ جرم محسوب می‌شوند هر چند آن را اجرا نمی‌کنند. البته هنوز هم در برخی کشورها مجازات‌های سنگینی برای آن وجود دارد. به‌طور نمونه در کشورهای اسلامی مثل سومالی، جمهوری اسلامی ایران و عربستان سعودی می‌تواند با مجازات مرگ روبرو شود.
قوانین جهت محدودسازی روابط جنسی بیشتر متوجه زنان است تا مردان. در گزارش گروه تبعیض علیه زنان در قانون و عمل سازمان ملل، ذکر شده منظور از قوانین ضد روابط جنسی بین دو فرد غیر مزدوج، صرفاً رابطه بین یک زن متأهل با مردی که شوهرش نیست، است. این به خصوص در ممالک اسلامی مشهود است چرا که مردان اجازه دارند علاوه بر زنان و کنیزهایشان، با زنان دیگر نیز آمیزش جنسی داشته باشند به گونه‌ای که زنا محسوب نشود. در دستگاه‌های قضایی برخی از این کشورها، مثل سومالی و پاکستان، قانون زنا حتی در صورتی که زن رضایت به انجام رابطه نداشته باشد هم اعمال می‌شود. به عنوان مثال، در سال ۲۰۰۸ یک دختر ۱۳ ساله اهل سومالی که توسط دو مرد مورد تجاوز واقع شده بود، به جرم زنا با حکم قانون سنگسار شد. تمرکز این قوانین بر زنان از ماهیت مردسالارانه جوامع ناشی می‌شود زیرا تا به عنوان مثال مردان بتوانند مطمئن شوند فرزندانشان حتماً از نسل خودشان هستند. یک قاضی ارشد انگلیسی در سال ۱۷۰۷ در دفاع از چنین قوانینی رابطه زن متأهل با مردی غیر از شوهرش را «بالاترین تعرض به ملک شخصی» یک نفر نامید. ظهور فمینیسم و برداشته‌شدن قوانین مردسالارانه در جوامع غربی از نتایج لیبرال‌سازی روابط جنسی بود.

### دین
در اروپای پیرو کلیسای کاتولیک سده پنجم میلادی، پاپ ژلازیوس یکم دکترین «دو قاعده» را بنا نهاد، که طبق آن اقتدار مقدس کلیسا و قدرت سیاسی امپراتوران ساختارهای متمایزی بودند و تفاوت اساسی این دو نهاد این بود که صلاحیت رسیدگیشان مربوط به دو حوزهٔ متفاوت از فعالیت انسانی بود. این آموزه فرض می‌کرد که کلیسا در سراسر قلمرو سوژه یکپارچه باشد و این که مردم آنجا همگی پیرو کلیسا باشند. دولت و کلیسا بنا بر آموزهٔ مذکور با هم تلاش می‌کردند هدف به کمال رساندن فضیلت‌ها و تقوای مردم را پیش‌رو گیرند. دو قاعده زمانی به چالش کشیده شد که در میان مسیحیان شکاف مذهبی روی داد و در مناطقی از اروپا مردم پیرو پروتستان شدند. در متمم اول قانون اساسی ایالات متحده آمریکا دکترین دو قاعده رد شد و ایجاد قوانینی که آزادی دینی شهروندان را نقض کنند، منع شد. از آن پس جدایی دین از سیاست در کشورهای غربی معمول گردید. با این حال هنوز هم در لیبرال دموکراسی‌های کنونی اختلاف نظرهایی وجود دارد که مرز آزادی‌های مذهبی و جدایی دین و سیاست تا چد حدی است. این مسئله‌ای است که هنوز هم دادگاه‌ها و قانون‌گذاران با آن درگیری‌هایی دارند. به‌طور مثال ممنوعیت حجاب اسلامی در فرانسه، یا کمک مالی دولت آمریکا به مدارسی که آموزه‌های مذهبی به دانش‌آموزان ارائه می‌کنند، مواردی بحث‌برانگیز در کشورهای سکولار بوده‌اند.

## در سطح جهان
از لیبرالیسم غالباً به عنوان ایدئولوژی دوره‌های مدرن یاد می‌شود. از نظر سیاسی، لیبرال‌ها در سراسر جهان به‌طور گسترده سازمان یافته‌اند. احزاب، اندیشکده‌ها و دیگر نهادهای لیبرال در خیلی از کشورها رایجند گرچه بر پایهٔ جهت‌گیری ایدئولوژیکشان از جنبش‌های متفاوتی دفاع می‌کنند. احزاب لیبرال ممکن است بسته به مکان شان چپ میانه، میانه‌گرایی، یا راست میانه باشند.
می‌توان آن‌ها را بسته به پایبندی به لیبرالیسم اجتماعی یا لیبرالیسم کلاسیک تقسیم کرد، گرچه همهٔ احزاب و افراد لیبرال تشابهاتی پایه‌ای دارند، منجمله حمایت از حقوق مدنی و دموکراسی.

## نقد
لیبرالیسم از جانب هر دو طیف چپ و راست مورد نقد واقع شده است. در سده ۱۹ کارل مارکس و دیگر کمونیست‌ها اهمیت مالکیت خصوصی و اقتصاد بازار آزاد در لیبرالیسم را مورد نقد قرار دادند و نیز دموکراسی لیبرال و بسیاری آزادی‌های شخصی که لیبرال‌ها حیاتی حسابشان می‌کردند را رد کردند. محافظه‌کارانی مثل سمیوئل تیلور کولریج به دفاع از کلیسا و ساختار طبقاتی موجود برخاستند و به نقد دولت محدود که وظیفه حفاظت از آزادی‌های شخصی و اقتصاد بازار آزاد را داشت پرداختند. فلاسفه کمال‌گرای آلمانی سده ۱۹ و اوایل سده ۲۰، مثل هگل، شوپنهاور، نیچه و هایدگر نیز لب به انتقاد برخی از عناصر لیبرالیسم گشودند. در جوامع لیبرال دوره معاصر نیز انتقادات از لیبرالیسم به طرق مختلف وجود دارد.
به عقیده محافظه‌کاران سنتی عصر حاضر، اولویتی که لیبرال‌ها به خودمختاری شخصی می‌دهند و نیز مخالفتشان با قیم مآبی، اغراق‌شده و برای نظم اجتماعی و «رسوم ضروری» جامعه مثل دین، ازدواج، خانواده، میهن‌پرستی و احترام به حاکمیت دولت مخرب است. اینان می‌گویند ذات انسانی مشکل‌دار است و حتی در شرایط مساعد نیز همیشه به سمت خیر گرایش ندارد. نتیجتاً نباید لزوماً خطاها را از چشم محیط و عدم موجودیت خودمختاری شخصی دید. در نظر اجتماع‌گرایان، عدم تعهد لیبرالیسم به یک برداشت غالب از خیر مشترک انسانی سبب سرگردان بودن آن شده است و حتی توجیه فلسفی مناسبی برای حقوق و آزادی‌هایی که لیبرال‌ها می‌خواهند از آن دفاع کنند، ندارد. نتیجتاً، لیبرالیسم را استوار بر «آزادی منفی» می‌یابند که جوامعی متشکل از انسان‌های خودخواه به دنبال امیال شخصی و فاقد وحدت اجتماعی می‌آفریند. از نقطه نظر لیبرال‌ها، یک هدف اجتماعی مشخص برای وحدت اجتماعی نه مطلوب است و نه ضروری؛ بلکه در یک جامعه لیبرال، اهمیتی که به عدالت داده شده است، مبنای وحدت اجتماعی است و شهروندانی با اهداف مختلف می‌توانند از نهادهای حافظ آزادهای شخصی، برداشت‌های مختلف از خیر و شیوه‌های زندگی متنوع دفاع کنند. بسیاری اجتماع‌گرایان با بیشتر نهادها و حقوق لیبرال (به غیر از برخی از آزادی‌های اقتصادی که لیبرال‌های کلاسیک و لیبرترین از آن‌ها پشتیبانی می‌کنند) موافق هستند. نقد اصلی آنان نسبت به لیبرالیسم، آنچه عدم توانایی لیبرال‌های کانتی، فایده‌گرا و لیبرترین درآمیختن ارزش‌های جامعه با لیبرالیسم خوانده می‌شود، است.
برخی فلاسفه از جمهوری‌خواهی به عنوان جایگزینی برای لیبرالیسم نام برده‌اند اما تفاوتی که بین این دو قائل هستند مبهم است. اینان از «آزادی در معنای عدم سلطه» به جای آزادی منفی لیبرال به عنوان ستون جمهوری‌خواهی نام می‌برند. در میان چپ‌ها، کارل مارکس معتقد بود تفکراتی مثل عدالت، حقوق فردی و توزیع عادلانه ثروت که لیبرالیسم را شکل می‌دهند، در واقع توهم و «زباله کلامی» هستند. چهره‌های شاخص مکتب فرانکفورت، مثل ماکس هورکهایمر، تئودور آدورنو، هربرت مارکوزه و دیگران مفهوم عدالت و حقوق فردی لیبرال به عنوان توهماتی ایدئولوژیک را گسترش دادند و امروزه نیز در نقدهای مارکسیستی لیبرالیسم کاربرد دارد. علی‌رغم این، یورگن هابرماس که روزگاری آخرین مارکسیست برجسته مکتب فرانکفورت به حساب می‌آمد، نهایتاً از لیبرالیسم چپ و دموکراسی مشروطه دفاع کرد.
در نظر فمینیست‌های منتقد لیبرالیسم، آزادی اتحادیه‌ها و ادیان تحت لیبرالیسم منجر به حفاظت از عقاید و نهادهایی (مثل ازدواج و ساختار سنتی خانواده) می‌شود که جنسیت‌زدگی علیه زنان را تقویت می‌کنند و مسبب تضعیف برابری اجتماعی و سیاسی هستند. جان استوارت میل اعتقاد داشت خانواده مهم‌ترین مکتب جهت شکل‌دهی به شخصیت، اخلاق و نظرات سیاسی کودکان است و نتیجتاً، برابری اجتماعی جنسیت‌ها تا زمانی که کودک برابری را در خانواده خودش نبیند، ممکن نیست. میل، رالز و تعدادی دیگر از لیبرال‌ها معتقد بودند اگر به زنان حقوق و فرصت برابر سیاسی و غیره داده شود، نگاه جامعه نسبت به برابری جنسیتی تغییر خواهد کرد. اما به عقیده بسیاری از فمینیست‌ها، این اقدامات به همان اندازه در از بین‌بردن جنسیت‌زدگی مؤثر بوده که آزادی بیان نژادپرستی را معدوم کرده است. فمینیست‌های لیبرال نیز تلاش کرده‌اند به این انتقادات جواب دهند؛ به نظر آنان، هر چند هنوز در بالاترین سطوح رسمی و نیز در خانواده‌های با دیدگاه‌های مذهبی و اجتماعی سنتی، نابرابری جنسیتی مشهود است، اما نگاه جامعه نسبت به حضور زنان در مناصب اجتماعی تغییر کرده است و نیز مردان تمایل بیشتری به انجام وظایف خانه نشان می‌دهند. با این حال، از آنجا که باورهای سنتی و روابط اجتماعی تحت حفاظت آزادی‌های لیبرال (مثل آزادی‌های دینی و غیره) هستند، دربارهٔ منجر شدن به این روند به برابری جنسیتی تردید وجود دارد. در واقع، این یکی مهم‌ترین منازعات درون لیبرالیسم است زیرا لیبرال‌ها باید میان تعهدشان به برابری اجتماعی و نیز حفاظتشان از آزادی‌های اساسی مصالحه ایجاد کنند.
موضوع اصلی اختلاف اجتماع گرایان با لیبرال‌ها دربرداشتی است که هر یک از آن‌ها از فرد ارائه می‌دهند. نقد دیگر اجتماع گرایان این است که لیبرالیسم ارتباط میان فرد و جامعه را به درستی درک نمی‌کند، به ویژه آنکه لیبرالیسم این واقعیت را نادیده می‌گیرد که این اجتماعات هستند که کیستی و ارزش‌های افراد را شکل می‌دهند. نقد اجتماع گرایان درباب نظریه سیاسی لیبرالیسم این است که این تفکر، رویکردی قرار داد گرایانه به نظریه سیاسی دارد و بر اساس آن اهداف افراد به صورت مستقل از جامعه یا مقدم بر آن شکل می‌گیرد. این تلقی، موضوع مهمی را لحاظ نمی‌کند و آن اینکه جامعه ای که افراد در آن زندگی می‌کنند در فهم آنها از خودشان و شیوه هدایت زندگیشان تأثیر می‌گذارد. به نظر اجتماع گرایان بی‌توجهی لیبرال‌ها به جنبه‌های اجتماعی فرد موجب عدم مطلوبیت نظریه لیبرالیسم می‌شود. از دیدگاه اجتماع گرایان این تصور نادرست که در تلقی لیبرال‌ها از انسان آزاد و مختار و مقدم بر اهداف و غایاتش متجلی می‌شود موجب شده است برداشت نامتناسبی از اجتماع و دولت ارائه شود، منشأ تأکید لیبرال‌ها بر ضرورت بی‌طرفی و ضد کمال گرایی دولت آن است که به اشتباه تصور می‌کنند می‌توان با کنار گذاشتن موضوعات مربوط به خیر و سعادت، برداشتی از فرد با «خود» ارائه کرد که مبتنی بر هیچ نظریه یا قضاوت اخلاقی دربارهٔ ماهیت بشر نباشد. و از این طریق بتوان از اختلافات موجود در عرصه اخلاق و خیر پرهیز کرد اما اجتماع گرایان معتقدند فرد را نمی‌توان بدون در نظر گرفتن زمینه و متن فرهنگی و اجتماعی که فرد بخشی از آن است تصور کرد. همان گونه که زبان و فلسفه زمینه محور است، مفهوم فرد و خود نیز در زمینه‌های بسیار متفاوت فرهنگی تبیین و تعریف می‌شود.

## کتابشناسی و مطالعه بیشتر
- Alterman, Eric. Why We're Liberals. New York: Viking Adult, 2008. شابک ‎۰−۶۷۰−۰۱۸۶۰−۰.
- Ameringer, Charles. Political parties of the Americas, 1980s to 1990s. Westport: Greenwood Publishing Group, 1992. شابک ‎۰−۳۱۳−۲۷۴۱۸−۵.
- Amin, Samir. The liberal virus: permanent war and the americanization of the world. New York: Monthly Review Press, 2004.
- Antoninus, Marcus Aurelius. The Meditations of Marcus Aurelius Antoninus. New York: Oxford University Press, 2008. شابک ‎۰−۱۹−۹۵۴۰۵۹−۴.
- Arnold, N. Scott. Imposing values: an essay on liberalism and regulation. New York: Oxford University Press, 2009. شابک ‎۰−۴۹۵−۵۰۱۱۲−۳.
- Auerbach, Alan and Kotlikoff, Laurence. Macroeconomics Cambridge: MIT Press, 1998. شابک ‎۰−۲۶۲−۰۱۱۷۰−۰.
- Barzilai, Gad. Communities and Law: Politics and Cultures of Legal Identities University of Michigan Press, 2003. شابک ‎۹۷۸−۰−۴۷۲−۰۳۰۷۹−۸.
- Bell, Duncan. "What is Liberalism?" Political Theory, 42/6 (2014).
- Brack, Duncan and Randall, Ed (eds.). Dictionary of Liberal Thought. London: Politico's Publishing, 2007. شابک ‎۹۷۸−۱−۸۴۲۷۵−۱۶۷−۱.
- George Brandis, Tom Harley & Donald Markwell (editors). Liberals Face the Future: Essays on Australian Liberalism, Melbourne: Oxford University Press, 1984.
- Chapman, Mark D. (2004). "Protestantism and Liberalism". The Blackwell Companion to Protestantism (به انگلیسی). Blackwell Publishing.{{cite encyclopedia}}:  نگهداری CS1: پیش‌فرض تکرار ref (link)
- Alan Bullock & Maurice Shock (editors). The Liberal Tradition: From Fox to Keynes, Oxford: Clarendon Press, 1967.
- Charvet, John (2019). Liberalism: The Basics. Routledge.
- Chaves, Elisabeth (2017). "Liberalism". The Wiley‐Blackwell Encyclopedia of Social Theory (به انگلیسی). Blackwell Publishing.{{cite encyclopedia}}:  نگهداری CS1: پیش‌فرض تکرار ref (link)
- Chodos, Robert et al. The unmaking of Canada: the hidden theme in Canadian history since 1945. Halifax: James Lorimer & Company, 1991. شابک ‎۱−۵۵۰۲۸−۳۳۷−۵.
- Clower, Robert W. (22 April 2004). "5: Trashing J.B. Say: The Story of a Mare's Nest".  In Velupillai, K. Vela (ed.). Macroeconomic Theory and Economic Policy: Essays in Honour of Jean-Paul Fitoussi. Routledge. ISBN 978-0-203-35650-0.
- Coker, Christopher. Twilight of the West. Boulder: Westview Press, 1998. شابک ‎۰−۸۱۳۳−۳۳۶۸−۷.
- Courtland, Shane D.; Schmidtz, David (1996). "Liberalism". Stanford Encyclopedia of Philosophy (به انگلیسی). Stanford University.{{cite encyclopedia}}:  نگهداری CS1: پیش‌فرض تکرار ref (link)
- Taverne, Dick. The march of unreason: science, democracy, and the new fundamentalism. New York: Oxford University Press, 2005. شابک ‎۰−۱۹−۲۸۰۴۸۵−۵.
- Dagger, Richard (2020). "Liberalism". Encyclopædia Britannica (به انگلیسی). Encyclopædia Britannica, Inc.{{cite encyclopedia}}:  نگهداری CS1: پیش‌فرض تکرار ref (link)
- Diamond, Larry. The Spirit of Democracy. New York: Macmillan, 2008. شابک ‎۰−۸۰۵۰−۷۸۶۹-X.
- Dobson, John. Bulls, Bears, Boom, and Bust. Santa Barbara: ABC-CLIO, 2006. شابک ‎۱−۸۵۱۰۹−۵۵۳−۵.
- Dorrien, Gary. The making of American liberal theology. Louisville: Westminster John Knox Press, 2001. شابک ‎۰−۶۶۴−۲۲۳۵۴−۰.
- Farr, Thomas. World of Faith and Freedom. New York: Oxford University Press US, 2008. شابک ‎۰−۱۹−۵۱۷۹۹۵−۱.
- Fawcett, Edmund. Liberalism: The Life of an Idea. Princeton: Princeton University Press, 2014. شابک ‎۹۷۸−۰−۶۹۱−۱۵۶۸۹−۷.
- Feuer, Lewis. Spinoza and the Rise of Liberalism. New Brunswick: Transaction 1984.
- Flamm, Michael and Steigerwald, David. Debating the 1960s: liberal, conservative, and radical perspectives. Lanham: Rowman & Littlefield, 2008. شابک ‎۰−۷۴۲۵−۲۲۱۲−۱.
- Freeden, Michael, Javier Fernández-Sebastián, et al. In Search of European Liberalisms: Concepts, Languages, Ideologies (2019)
- Freeman, Samuel (2017). "Liberalism". Oxford Research Encyclopedia of Politics (به انگلیسی). Oxford University Press.{{cite encyclopedia}}:  نگهداری CS1: پیش‌فرض تکرار ref (link)
- Gallagher, Michael et al. Representative government in modern Europe. New York: McGraw Hill, 2001. شابک ‎۰−۰۷−۲۳۲۲۶۷−۵.
- Gamble, Andrew (2017). "Liberalism". The Blackwell Encyclopedia of Sociology (به انگلیسی). Blackwell Publishing.{{cite encyclopedia}}:  نگهداری CS1: پیش‌فرض تکرار ref (link)
- Gifford, Rob. China Road: A Journey into the Future of a Rising Power. Random House, 2008. شابک ‎۰−۸۱۲۹−۷۵۲۴−۳.
- Godwin, Kenneth et al. School choice tradeoffs: liberty, equity, and diversity. Austin: University of Texas Press, 2002. شابک ‎۰−۲۹۲−۷۲۸۴۲−۵.
- Gould, Andrew. Origins of liberal dominance. Ann Arbor: University of Michigan Press, 1999. شابک ‎۰−۴۷۲−۱۱۰۱۵−۲.
- Gray, John. Liberalism. Minneapolis: University of Minnesota Press, 1995. شابک ‎۰−۸۱۶۶−۲۸۰۱−۷.
- Grigsby, Ellen. Analyzing Politics: An Introduction to Political Science. Florence: Cengage Learning, 2008. شابک ‎۰−۴۹۵−۵۰۱۱۲−۳.
- Gross, Jonathan. Byron: the erotic liberal. Lanham: Rowman & Littlefield Publishers, Inc., 2001. شابک ‎۰−۷۴۲۵−۱۱۶۲−۶.
- Hafner, Danica and Ramet, Sabrina. Democratic transition in Slovenia: value transformation, education, and media. College Station: Texas A&M University Press, 2006. شابک ‎۱−۵۸۵۴۴−۵۲۵−۸.
- Handelsman, Michael. Culture and Customs of Ecuador. Westport: Greenwood Press, 2000. شابک ‎۰−۳۱۳−۳۰۲۴۴−۸.
- Hartz, Louis. The liberal tradition in America. New York: Houghton Mifflin Harcourt, 1955. شابک ‎۰−۱۵−۶۵۱۲۶۹−۶.
- Heywood, Andrew (2003). Political Ideologies: An Introduction. New York: Palgrave Macmillan. ISBN 978-0-333-96177-3.
- Hodge, Carl. Encyclopedia of the Age of Imperialism, 1800–1944. Westport: Greenwood Publishing Group, 2008. شابک ‎۰−۳۱۳−۳۳۴۰۶−۴.
- Jensen, Pamela Grande. Finding a new feminism: rethinking the woman question for liberal democracy. Lanham: Rowman & Littlefield, 1996. شابک ‎۰−۸۴۷۶−۸۱۸۹−۰.
- Johnson, Paul. The Renaissance: A Short History. New York: Modern Library, 2002. شابک ‎۰−۸۱۲۹−۶۶۱۹−۸.
- Kanazawa, Satoshi (2010). "Why Liberals and Atheists Are More Intelligent" (PDF). Social Psychology Quarterly. 73 (1): 33–57. CiteSeerX 10.1.1.395.4490. doi:10.1177/0190272510361602. JSTOR 25677384. S2CID 2642312.
- Karatnycky, Adrian. Freedom in the World. Piscataway: Transaction Publishers, 2000. شابک ‎۰−۷۶۵۸−۰۷۶۰−۲.
- Karatnycky, Adrian et al. Nations in transit, 2001. Piscataway: Transaction Publishers, 2001. شابک ‎۰−۷۶۵۸−۰۸۹۷−۸.
- Kelly, Paul. Liberalism. Cambridge: Polity Press, 2005. شابک ‎۰−۷۴۵۶−۳۲۹۱−۲.
- Kirchner, Emil. Liberal parties in Western Europe. Cambridge: Cambridge University Press, 1988. شابک ‎۰−۵۲۱−۳۲۳۹۴−۰.
- Knoop, Todd. Recessions and Depressions Westport: Greenwood Press, 2004. شابک ‎۰−۳۱۳−۳۸۱۶۳−۱.
- Koerner, Kirk. Liberalism and its critics. Oxford: Taylor & Francis, 1985. شابک ‎۰−۷۰۹۹−۱۵۵۱−۹.
- Lightfoot, Simon. Europeanizing social democracy?: The rise of the Party of European Socialists. New York: Routledge, 2005. شابک ‎۰−۴۱۵−۳۴۸۰۳-X.
- Losurdo, Domenico. Liberalism: a counter-history. London: Verso, 2011.
- Mackenzie, G. Calvin and Weisbrot, Robert. The liberal hour: Washington and the politics of change in the 1960s. New York: Penguin Group, 2008. شابک ‎۱−۵۹۴۲۰−۱۷۰−۶.
- Manent, Pierre and Seigel, Jerrold. An Intellectual History of Liberalism. Princeton: Princeton University Press, 1996. شابک ‎۰−۶۹۱−۰۲۹۱۱−۳.
- Donald Markwell. John Maynard Keynes and International Relations: Economic Paths to War and Peace, Oxford University Press, 2006.
- Mazower, Mark. Dark Continent. New York: Vintage Books, 1998. شابک ‎۰−۶۷۹−۷۵۷۰۴-X.
- Monsma, Stephen and Soper, J. Christopher. The Challenge of Pluralism: Church and State in Five Democracies. Lanham: Rowman & Littlefield, 2008. شابک ‎۰−۷۴۲۵−۵۴۱۷−۱.
- Palmer, R.R. and Joel Colton. A History of the Modern World. New York: McGraw-Hill, Inc., 1995. شابک ‎۰−۰۷−۰۴۰۸۲۶−۲.
- Perry, Marvin et al. Western Civilization: Ideas, Politics, and Society. Florence, KY: Cengage Learning, 2008. شابک ‎۰−۵۴۷−۱۴۷۴۲−۲.
- Pierson, Paul. The New Politics of the Welfare State. New York: Oxford University Press, 2001. شابک ‎۰−۱۹−۸۲۹۷۵۶−۴.
- Puddington, Arch. Freedom in the World: The Annual Survey of Political Rights and Civil Liberties. Lanham: Rowman & Littlefield, 2007. شابک ‎۰−۷۴۲۵−۵۸۹۷−۵.
- Riff, Michael. Dictionary of modern political ideologies. Manchester: Manchester University Press, 1990. شابک ‎۰−۷۱۹۰−۳۲۸۹-X.
- Rivlin, Alice. Reviving the American Dream Washington D.C.: Brookings Institution Press, 1992. شابک ‎۰−۸۱۵۷−۷۴۷۶−۱.
- Ros, Agustin. Profits for all?: the cost and benefits of employee ownership. New York: Nova Publishers, 2001. شابک ‎۱−۵۹۰۳۳−۰۶۱−۷.
- Routledge, Paul et al. The geopolitics reader. New York: Routledge, 2006. شابک ‎۰−۴۱۵−۳۴۱۴۸−۵.
- Russell, Bertrand (2000) [1945]. History of Western Philosophy. London: Routledge. ISBN 978-0-415-22854-1.
- Ryan, Alan. The Philosophy of John Stuart Mill. Humanity Books: 1970. شابک ‎۹۷۸−۱−۵۷۳۹۲−۴۰۴−۷.
- Ryan, Alan (1993). "Liberalism". A Companion to Contemporary Political Philosophy (به انگلیسی). Blackwell Publishing.{{cite encyclopedia}}:  نگهداری CS1: پیش‌فرض تکرار ref (link)
- Ryan, Alan. The Making of Modern Liberalism (Princeton University Press, 2012).
- Ryan, Alan. On Politics: A History of Political Thought: From Herodotus to the Present. Allen Lane, 2012. شابک ‎۹۷۸−۰−۸۷۱۴۰−۴۶۵−۷.
- Shell, Jonathan. The Unconquerable World: Power, Nonviolence, and the Will of the People. New York: Macmillan, 2004. شابک ‎۰−۸۰۵۰−۴۴۵۷−۴.
- Shaw, G. K. Keynesian Economics: The Permanent Revolution. Aldershot, England: Edward Elgar Publishing Company, 1988. شابک ‎۱−۸۵۲۷۸−۰۹۹−۱.
- Sinclair, Timothy. Global governance: critical concepts in political science. Oxford: Taylor & Francis, 2004. شابک ‎۰−۴۱۵−۲۷۶۶۲−۴.
- Smith, Steven B. Spinoza, Liberalism, and the Question of Jewish Identity. New Haven: Yale University Press 1997. شابک ‎۰۳۰۰۰۶۶۸۰۵
- Song, Robert. Christianity and Liberal Society. Oxford: Oxford University Press, 2006. شابک ‎۰−۱۹−۸۲۶۹۳۳−۱.
- Stacy, Lee. Mexico and the United States. New York: Marshall Cavendish Corporation, 2002. شابک ‎۰−۷۶۱۴−۷۴۰۲−۱.
- Steindl, Frank. Understanding Economic Recovery in the 1930s. Ann Arbor: University of Michigan Press, 2004. شابک ‎۰−۴۷۲−۱۱۳۴۸−۸.
- Susser, Bernard. Political ideology in the modern world. Upper Saddle River: Allyn and Bacon, 1995. شابک ‎۰−۰۲−۴۱۸۴۴۲-X.
- Trivers, Robert L. (1971). "The Evolution of Reciprocal Altruism" (PDF). The Quarterly Review of Biology. 46 (1): 35–57. doi:10.1086/406755. JSTOR 2822435. S2CID 19027999..
- Van den Berghe, Pierre. The Liberal dilemma in South Africa. Oxford: Taylor & Francis, 1979. شابک ‎۰−۷۰۹۹−۰۱۳۶−۴.
- Van Schie, P. G. C. and Voermann, Gerrit. The dividing line between success and failure: a comparison of Liberalism in the Netherlands and Germany in the 19th and 20th Centuries. Berlin: LIT Verlag Berlin-Hamburg-Münster, 2006. شابک ‎۳−۸۲۵۸−۷۶۶۸−۳.
- Venturelli, Shalini. Liberalizing the European media: politics, regulation, and the public sphere. New York: Oxford University Press, 1998. شابک ‎۰−۱۹−۸۲۳۳۷۹−۵.
- Wall, Steven (2015). The Cambridge Companion to Liberalism. Cambridge University Press.
- Wallerstein, Immanuel. The Modern World-System IV: Centrist Liberalism trimphant 1789–1914. Berkeley and Los Angeles: University of California Press, 2011.
- Whitfield, Stephen. Companion to twentieth-century America. Hoboken: Wiley-Blackwell, 2004. شابک ‎۰−۶۳۱−۲۱۱۰۰−۴.
- Wolfe, Alan. The Future of Liberalism. New York: Random House, Inc., 2009. شابک ‎۰−۳۰۷−۳۸۶۲۵−۲.
- Young, Shaun (2002). Beyond Rawls: An Analysis of the Concept of Political Liberalism. Lanham, MD: University Press of America. ISBN 978-0-7618-2240-0.
- Zvesper, John. Nature and liberty. New York: Routledge, 1993. شابک ‎۰−۴۱۵−۰۸۹۲۳−۹.

بریتانیا
- Adams, Ian. Ideology and politics in Britain today. Manchester: Manchester University Press, 1998. شابک ‎۰−۷۱۹۰−۵۰۵۶−۱.
- Cook, Richard. The Grand Old Man. Whitefish: Kessinger Publishing, 2004. شابک ‎۱−۴۱۹۱−۶۴۴۹-X on Gladstone.
- Falco, Maria. Feminist interpretations of Mary Wollstonecraft. State College: Penn State Press, 1996. شابک ‎۰−۲۷۱−۰۱۴۹۳−۸.
- Forster, Greg. John Locke's politics of moral consensus. Cambridge: Cambridge University Press, 2005. شابک ‎۰−۵۲۱−۸۴۲۱۸−۲.
- Locke, John. A Letter Concerning Toleration. 1689.
- Locke, John. Two Treatises of Government. reprint, New York: Hafner Publishing Company, Inc., 1947. شابک ‎۰−۰۲−۸۴۸۵۰۰−۹.
- Wempe, Ben. T. H. Green's theory of positive freedom: from metaphysics to political theory. Exeter: Imprint Academic, 2004. شابک ‎۰−۹۰۷۸۴۵−۵۸−۴.

فرانسه
- Frey, Linda and Frey, Marsha. The French Revolution. Westport: Greenwood Press, 2004. شابک ‎۰−۳۱۳−۳۲۱۹۳−۰.
- Hanson, Paul. Contesting the French Revolution. Hoboken: Blackwell Publishing, 2009. شابک ‎۱−۴۰۵۱−۶۰۸۳−۷.
- Leroux, Robert, Political Economy and Liberalism in France: The Contributions of Frédéric Bastiat, London and New York, Routledge, 2011.
- Leroux, Robert, and David Hart (eds), French Liberalism in the 19th century. An Anthology, London and New York, Routledge, 2012.
- Lyons, Martyn. Napoleon Bonaparte and the Legacy of the French Revolution. New York: St. Martin's Press, Inc., 1994. شابک ‎۰−۳۱۲−۱۲۱۲۳−۷.
- Shlapentokh, Dmitry. The French Revolution and the Russian Anti-Democratic Tradition. Edison, NJ: Transaction Publishers, 1997. شابک ‎۱−۵۶۰۰۰−۲۴۴−۱.

- بشیریه، حسین، (۱۳۷۸)، تاریخ اندیشه‌های سیاسی سده بیستم: لیبرالیسم و محافظه کاری؛ تهران: نشر نی.
- شاپیرو، جان سالوین، (۱۳۸۰)، لیبرالیسم، معنا و تاریخ آن، ترجمه محمد سعید حنایی، تهران: نشر مرکز.
- علیزاده، عزیزالله، (۱۳۹۱)، فرهنگ تشریحی ایسم‌ها (مشتمل بر ۱۹۹۰ ایسم از علوم مختلف): تهران: انتشارات فردوس، (گالینگور، وزیری) ۶۵۶ صفحه. ISBN 978-964-320-482-2
- کونل، راین هارد، (۱۳۵۷)، لیبرالیسم، ترجمه منوچهر فکری ارشاد تهران: نشر توس